# Lista odcinków serialu Święta wojna

## Sezon 1
| # | Tytuł           | Reżyseria      | Scenariusz       | Rok produkcji i premiera w TV  |
| --- | --------------- | -------------- | ---------------- | ------------------------------ |
| 1 | Kolega z wojska | Marek Bielecki | Doman Nowakowski | 1999, premiera TV - 23.01.2000 |
| Do mieszkającego na Górnym Śląsku Bercika przyjeżdża Zbyszek, kolega z Warszawy. Zbyszek proponuje Bercikowi wspólny biznes - handel damską bielizną. |                 |                |                  |                                |
| 2 | Śląski raper    | Marek Bielecki | Doman Nowakowski | 1999, premiera TV - 30.01.2000 |
| Bercik traci pracę. Kopalnia, w której pracował, zostaje zlikwidowana. Zbyszek postanawia pomóc Bercikowi w znalezieniu nowego zajęcia. Proponuje, żeby został „skatowcem”. |                 |                |                  |                                |
| 3 | Pobożny biznes  | Marek Bielecki | Doman Nowakowski | 1999, premiera TV - 06.02.2000 |
| Bercik wybiera się na pielgrzymkę. Zbyszek chce dotrzymać towarzystwa koledze, ale przy okazji trochę zarobić. Zbyszek wpada na pomysł, żeby sprzedawać czapki z napisem „Żal za grzechy” pielgrzymom.                                                                              |                 |                |                  |                                |
| 4 | Śląski macho    | Marek Bielecki | Doman Nowakowski | 1999, premiera TV - 13.02.2000 |
| Zbyszek żali się Bercikowi, że jego narzeczona Kasia urządziła mu awanturę o rzekomy romans. Podczas rozmowie przy piwie Bercik oblewa sobie koszulę, za chwilę ma ważne spotkanie, więc pożycza koszulę od Zbyszka, który przebiera się w szlafrok. Wówczas do drzwi dzwoni Kasia. |                 |                |                  |                                |
| 5 | Gwiazda serialu | Marek Bielecki | Doman Nowakowski | 1999, premiera TV - 20.02.2000 |
| Karlikowa, sąsiadka Bercika, dowiedziawszy się, że Zbyszek mieszka przy ulicy Woronicza w Warszawie bierze go za gwiazdę telewizji. |                 |                |                  |                                |
| 6 | Przyjazd        | Marek Bielecki | Doman Nowakowski | 1999, premiera TV - 27.02.2000 |
| Bercik zauważa w mieszkaniu gazetę, otwartą na stronie z ogłoszeniem tańca erotycznego. Niebawem do drzwi dzwoni obcy mężczyzna. Bercik zaczyna podejrzewać Andzię o zamówienie tańca erotycznego.                                                                                  |                 |                |                  |                                |
| 7 | Liga Mistrzów   | Marek Bielecki | Doman Nowakowski | 1999, premiera TV - 05.03.2000 |
| Darek i Bercik oglądają wspólnie mecz piłkarski pomiędzy Bayernem Monachium i Legią Warszawa. Bercik kibicuje Bayernowi, natomiast Darek Legii. Między kolegami dochodzi do kłótni.                                                                                                 |                 |                |                  |                                |
| 8 | Geburtstag      | Marek Bielecki | Doman Nowakowski | 1999, premiera TV - 12.03.2000 |
| Bercik jest zaprzątnięty przygotowywaniem swoich urodzin. Wszystko musi robić sam, ponieważ ani Andzia ani Darek nie mają ochoty mu pomóc. |                 |                |                  |                                |

## Sezon 2
| # | Tytuł                     | Reżyseria      | Scenariusz       | Rok produkcji                  |
| --- | ------------------------- | -------------- | ---------------- | ------------------------------ |
| 9 | Szwagier                  | Marek Bielecki | Doman Nowakowski | 2000, premiera TV - 19.03.2000 |
| Darek przyjeżdża do Bercika, gdy ten wychodzi na pocztę. Bercik mówi koledze, że podczas jego nieobecności pojawi się szwagier, który nie przepada za warszawiakami. Darek planuje wspólny interes ze szwagrem, więc postanawia udawać Ślązaka. |                           |                |                  |                                |
| 10 | Melina                    | Marek Bielecki | Doman Nowakowski | 2000, premiera TV - 26.03.2000 |
| Zbyszek, Darek i Bercik starają się wejść w spółkę ze szwagrem. Andzia obiecuje, że wstawi się za nimi. |                           |                |                  |                                |
| 11 | Artysta malarz            | Marek Bielecki | Doman Nowakowski | 2000, premiera TV - 02.04.2000 |
| Zbyszek spotyka sprzedawcę obrazów, który namawia go na kupno obrazu. |                           |                |                  |                                |
| 12 | Zoroaster                 | Marek Bielecki | Doman Nowakowski | 2000, premiera TV - 09.04.2000 |
| Zbyszek kupuje stary komputer, który chce sprzedać z zyskiem. Tymczasem Bercik staje się komputerowym „maniakiem” |                           |                |                  |                                |
| 13 | Wóz szwagra               | Marek Bielecki | Doman Nowakowski | 2000, premiera TV - 16.04.2000 |
| Ernest kupuje sobie nowy samochód. Wkrótce wyjeżdża na kilka dni do Wiednia, a auto powierza opiece Bercika. |                           |                |                  |                                |
| 14 | Agencja rządowa           | Marek Bielecki | Doman Nowakowski | 2000, premiera TV - 30.04.2000 |
| Zbyszek poznaje w pociągu Magdę, urzędniczkę agencji rządowej, która może mu pomóc w rozwoju firmy. |                           |                |                  |                                |
| 15 | Syrenka                   | Marek Bielecki | Doman Nowakowski | 2000, premiera TV - 07.05.2000 |
| Gerard sprzedaje Bercikowi Syrenę swojego wujka. Radość nowego właściciela samochodu mąci jednak fakt, że Andzia musi iść do szpitala. Wprawdzie tylko na wycięcie migdałków, ale Bercik i tak jest pełen najgorszych obaw. Dręczą go senne koszmary i wizje zgonu ukochanej. Zrozpaczony zaczyna nawet myśleć o pogrzebie Anny. I pomyśleć, że tak bardzo chciał ją zabrać w podróż syrenką. Tymczasem ta nie trafia nawet na jego podwórko, gdyż Gerard, cofając, rozbił cały tył samochodu. Co gorsza, mechanik twierdzi, że naprawa będzie kosztować drożej niż auto. |                           |                |                  |                                |
| 16 | Napad                     | Marek Bielecki | Doman Nowakowski | 2000, premiera TV - 14.05.2000 |
| Bercik dochodzi do wniosku, że Andzia nie ceni go tak wysoko, jak na to zasługuje. Chce, aby widziała w nim „supermana”. Wspólnie ze Zbyszkiem postanawia zaaranżować fikcyjny napad na Andzię. |                           |                |                  |                                |
| 17 | Klimakterium              | Marek Bielecki | Doman Nowakowski | 2000, premiera TV - 21.05.2000 |
| Do Karlikowej przyjeżdża wnuczka jej siostry. Na Berciku uroda przyjezdnej robi wielkie wrażenie. |                           |                |                  |                                |
| 18 | Śląski szejk              | Marek Bielecki | Doman Nowakowski | 2000, premiera TV - 28.05.2000 |
| Bercika odwiedzają dwaj biznesmeni i informują go, że pod jego podwórkiem satelita wykrył złoże ropy naftowej warte miliard dolarów. |                           |                |                  |                                |
| 19 | Dom gry                   | Marek Bielecki | Doman Nowakowski | 2000, premiera TV - 04.06.2000 |
| Bercik przegrywa w karty telewizor. Zdenerwowany postanawia „odkuć się” i zakłada we własnym mieszkaniu kasyno. |                           |                |                  |                                |
| 20 | Cztery lewe ręce          | Marek Bielecki | Doman Nowakowski | 2000, premiera TV - 11.06.2000 |
| Bercik zaczyna podejrzewać, że Andzia go zdradza. |                           |                |                  |                                |
| 21 | Nowe meble                | Marek Bielecki | Doman Nowakowski | 2000, premiera TV - 18.06.2000 |
| Zbyszek zdemolował mieszkanie podczas remontu. Andzia chce kupić nowoczesne meble. |                           |                |                  |                                |
| 22 | Komórka                   | Marek Bielecki | Doman Nowakowski | 2000, premiera TV - 25.06.2000 |
| Zbyszek tłumaczy Bercikowi, że w obecnych czasach prawdziwym „probierzem męskości” jest telefon komórkowy. |                           |                |                  |                                |
| 23 | Kandydat na prezydenta    | Marek Bielecki | Doman Nowakowski | 2000, premiera TV - 02.07.2000 |
| Bercika coraz częściej wyprowadzają z równowagi samochody, parkujące na podwórku pod jego oknami. Chcąc zmienić ten stan rzeczy postanawia kandydować na prezydenta. |                           |                |                  |                                |
| 24 | Wakacje w Egipcie         | Dariusz Goczał | Doman Nowakowski | 2000, premiera TV - 09.07.2000 |
| Bercik i Zbyszek marzą o wakacyjnym wyjeździe do Egiptu. |                           |                |                  |                                |
| 25 | Mac Bercik                | Dariusz Goczał | Doman Nowakowski | 2000, premiera TV - 16.07.2000 |
| Bercik postanawia zostać restauratorem. |                           |                |                  |                                |
| 26 | Frak                      | Dariusz Goczał | Doman Nowakowski | 2000, premiera TV - 23.07.2000 |
| Ernest wybiera się do opery, prosi więc Andzię, by odebrała mu od krawca nowy frak, szyty specjalnie na tę okazję. |                           |                |                  |                                |
| 27 | Europejczyk               | Dariusz Goczał | Doman Nowakowski | 2000, premiera TV - 30.07.2000 |
| Andzia chce, żeby Bercik zaczął wyglądać, zachowywać się i mówić jak „Europejczyk”. |                           |                |                  |                                |
| 28 | Pensjonat trzygwiazdkowy  | Dariusz Goczał | Doman Nowakowski | 2000, premiera TV - 06.08.2000 |
| Szwagier zaprosił Andzię i Bercika do swojego domku w górach. |                           |                |                  |                                |
| 29 | Owce i ryby               | Dariusz Goczał | Doman Nowakowski | 2000, premiera TV - 13.08.2000 |
| Bercik stara się udowodnić Andzi że jest prawdziwym mężczyzną. W tym celu próbuje łowić ryby. |                           |                |                  |                                |
| 30 | Wielka wygrana            | Marek Bielecki | Doman Nowakowski | 2000, premiera TV - 20.08.2000 |
| Bercik dostaje list od swojej siostry z Niemiec. |                           |                |                  |                                |
| 31 | Zazdrość                  | Dariusz Goczał | Doman Nowakowski | 2000, premiera TV - 27.08.2000 |
| Andzia i Kasia są rozżalone, że Bercik i Zbyszek nie zwracają na nie uwagi. |                           |                |                  |                                |
| 32 | Inwestor                  | Dariusz Goczał | Doman Nowakowski | 2000, premiera TV - 03.09.2000 |
| Andzia poznaje Ernesta z inwestorem z Niemiec. Wspólnie snują plany inwestycyjne. Mają zamiar wybudować pub w chlewikach Bercika. |                           |                |                  |                                |
| 33 | Strajk głodowy            | Dariusz Goczał | Doman Nowakowski | 2000, premiera TV - 10.09.2000 |
| Andzia nie może skłonić Bercika, by wreszcie zechciał pomalować drzwi do łazienki. |                           |                |                  |                                |
| 34 | Gwiazda rocka             | Dariusz Goczał | Doman Nowakowski | 2000, premiera TV - 08.10.2000 |
| Ewald rozmawiał z producentem płyt, który zamierza nagrać śląskie ballady. Niespodziewanie zainteresował się Bercikiem i postanowił go wylansować jako lokalnego barda. |                           |                |                  |                                |
| 35 | Transmisja kodowana       | Dariusz Goczał | Doman Nowakowski | 2000, premiera TV - 15.10.2000 |
| Bercik i Zbyszek z powodu braku dekodera nie mogą obejrzeć transmisji meczu. |                           |                |                  |                                |
| 36 | Kuzynka Gertruda          | Dariusz Goczał | Doman Nowakowski | 2000, premiera TV - 22.10.2000 |
| Bercik i Andzia oczekują wizyty kuzynki z Niemiec. |                           |                |                  |                                |
| 37 | Mister Śląska             | Dariusz Goczał | Doman Nowakowski | 2000, premiera TV - 29.10.2000 |
| Andzi marzy się wakacyjny wyjazd na Karaiby. Bercik, by zarobić pieniądze potrzebne na ten cel, zatrudnia się u znajomego Ernesta jako stróż. |                           |                |                  |                                |
| 38 | Hrabia Zbyniu             | Dariusz Goczał | Doman Nowakowski | 2000, premiera TV - 5.11.2000  |
| Andzia pokłóciła się z Bercikiem i śmiertelnie obrażona wyjechała do Niemiec. Do Polski zaś wysyła ciotkę - arystokratkę, by w jej imieniu omówiła szczegóły sprawy rozwodowej. |                           |                |                  |                                |
| 39 | Wojna z Estonią           | Dariusz Goczał | Doman Nowakowski | 2000, premiera TV - 12.11.2000 |
| Zbyszek spotyka znajomego z wojska - kaprala Borewicza. |                           |                |                  |                                |
| 40 | Motomaniak                | Dariusz Goczał | Doman Nowakowski | 2000, premiera TV - 19.11.2000 |
| Andzia chce wygrać samochód w loterii. |                           |                |                  |                                |
| 41 | Tradycyjny model rodziny  | Dariusz Goczał | Doman Nowakowski | 2000, premiera TV - 26.11.2000 |
| Do Bercika przyjeżdża z Niemiec stryj Joachim ze swą trzecią żoną. |                           |                |                  |                                |
| 42 | Hipermarket               | Dariusz Goczał | Doman Nowakowski | 2000, premiera TV - 3.12.2000  |
| Na miejscu bazaru, na którym handluje Zbyszek, amerykańska firma zamierza zbudować hipermarket. |                           |                |                  |                                |
| 43 | Lek na przeczyszczenie    | Dariusz Goczał | Doman Nowakowski | 2000, premiera TV - 10.12.2000 |
| Andzia coraz gorzej znosi chroniczne lenistwo Bercika, który wymyśla wciąż nowe preteksty, by nic nie robić. |                           |                |                  |                                |
| 44 | Ostatnia nadzieja białych | Dariusz Goczał | Doman Nowakowski | 2000, premiera TV - 17.12.2000 |
| Bercik, chcąc oddać Andzi pieniądze, postanawia stoczyć nielegalną zawodową walkę bokserską. |                           |                |                  |                                |
| 45 | Wczasy przetrwania        | Dariusz Goczał | Doman Nowakowski | 2000, premiera TV - 26.12.2000 |
| Bercik, Andzia i Zbyszek postanawiają spędzić święta Bożego Narodzenia w ośrodku wczasowym w górach. |                           |                |                  |                                |
| 46 | Sylwester tysiąclecia     | Dariusz Goczał | Doman Nowakowski | 2000, premiera TV - 31.12.2000 |
| Gerard proponuje Bercikowi, Andzi i Zbyszkowi wspólne wyjście na sylwestra. |                           |                |                  |                                |

## Sezon 3
| # | Tytuł                     | Reżyseria      | Scenariusz       | Rok produkcji                  |
| --- | ------------------------- | -------------- | ---------------- | ------------------------------ |
| 47 | Dyrektor Bercik           | Dariusz Goczał | Doman Nowakowski | 2001, premiera TV - 14.01.2001 |
| Bercik spotyka Karola, kolegę z klasy, który chwali się, że od pewnego czasu pracuje w bankowości.                                                                                                |                           |                |                  |                                |
| 48 | Ofiara telewizji kablowej | Dariusz Goczał | Doman Nowakowski | 2001, premiera TV - 21.01.2001 |
| Andzia, chcąc zrobić Bercikowi niespodziankę, podłącza telewizję kablową. |                           |                |                  |                                |
| 49 | Masażystka                | Dariusz Goczał | Doman Nowakowski | 2001, premiera TV - 28.01.2001 |
| Kachna z pensjonatu „Rygor” chce założyć w Katowicach własną firmę specjalizującą się w masażu zdrowotnym.                                                                                        |                           |                |                  |                                |
| 50 | Narzeczona szwagra        | Dariusz Goczał | Doman Nowakowski | 2001, premiera TV - 4.02.2001  |
| Ernest przyjeżdża do Bercika ze swą przyszłą żoną. |                           |                |                  |                                |
| 51 | Hydraulik                 | Dariusz Goczał | Doman Nowakowski | 2001, premiera TV - 11.02.2001 |
| W mieszkaniu Bercika i Andzi psuje się zlew. |                           |                |                  |                                |
| 52 | Płeć mózgu                | Dariusz Goczał | Doman Nowakowski | 2001, premiera TV - 18.02.2001 |
| Andzia namiętnie czyta książkę pt. „Płeć mózgu”. |                           |                |                  |                                |
| 53 | Śląskie gody              | Dariusz Goczał | Doman Nowakowski | 2001, premiera TV - 25.02.2001 |
| Andzia i Bercik obchodzą dwunastolecie małżeństwa. |                           |                |                  |                                |
| 54 | Kontrabasista             | Dariusz Goczał | Doman Nowakowski | 2001, premiera TV - 4.03.2001  |
| Andzia wybiera się do filharmonii na koncert. |                           |                |                  |                                |
| 55 | Księga dżungli            | Dariusz Goczał | Doman Nowakowski | 2001, premiera TV - 11.03.2001 |
| Gerard pracuje u szwagra w sklepie ze zwierzętami. Andzia prosi Bercika, by kupił ładnego kotka na urodziny córki znajomej.                                                                       |                           |                |                  |                                |
| 56 | Śląski batman             | Dariusz Goczał | Doman Nowakowski | 2001, premiera TV - 18.03.2001 |
| Bercik marzy, by wystąpić w programie „Apetyt na zdrowie”, jako obywatel aktywnie uprawiający sport.                                                                                              |                           |                |                  |                                |
| 57 | Eurobercik                | Dariusz Goczał | Doman Nowakowski | 2001, premiera TV - 25.03.2001 |
| Dworniokowie zostają uznani przez opiniotwórcze czasopismo za wzorcową, polską rodzinę górniczą.                                                                                                  |                           |                |                  |                                |
| 58 | Kuzynek Bercik            | Dariusz Goczał | Doman Nowakowski | 2001, premiera TV - 01.04.2001 |
| Po kolejnej awanturze małżeńskiej wściekła Andzia wyjeżdża do Kolonii. |                           |                |                  |                                |
| 59 | Amulet bogini M’Bongo     | Dariusz Goczał | Doman Nowakowski | 2001, premiera TV - 08.04.2001 |
| Bercik kupuje na bazarze afrykańską figurkę i niemal natychmiast ją tłucze. |                           |                |                  |                                |
| 60 | Grzywa jak u lwa          | Dariusz Goczał | Doman Nowakowski | 2001, premiera TV - 22.04.2001 |
| Zbyszek jest wściekły, bo Gerard nie chce mu oddać długu. Znając czuły punkt dłużnika, postanawia się zemścić i podaje fałszywą recepturę środka na porost włosów.                                |                           |                |                  |                                |
| 61 | Andzia emancypantka       | Dariusz Goczał | Doman Nowakowski | 2001, premiera TV - 29.04.2001 |
| Pewnego dnia Andzię odwiedza aktywistka Ruchu Praw Kobiet. Andzia nagle uświadamia sobie, że Bercik to w rzeczywistości brutalny, egoistyczny samiec, który skazał ją na życie drugiej kategorii. |                           |                |                  |                                |
| 62 | Seryjny morderca          | Dariusz Goczał | Doman Nowakowski | 2001, premiera TV - 06.05.2001 |
| Karlikowa skrupulatnie kompletuje portrety pamięciowe seryjnych morderców. |                           |                |                  |                                |
| 63 | Profesor Dworniok         | Dariusz Goczał | Doman Nowakowski | 2001, premiera TV - 13.05.2001 |
| Rodzina obiecuje Sebastianowi, narzeczonemu Magdy, 10 000 dolarów pod warunkiem, że ożeni się ze Ślązaczką.                                                                                       |                           |                |                  |                                |
| 64 | Wróżka                    | Dariusz Goczał | Doman Nowakowski | 2001, premiera TV - 20.05.2001 |
| Andzia spotyka swego dawnego chłopaka. |                           |                |                  |                                |
| 65 | Warszawski hanys          | Dariusz Goczał | Doman Nowakowski | 2001, premiera TV - 27.05.2001 |
| Bercik nie może przeboleć, że drużyna Katowic przegrała mecz piłkarski z Legią Warszawa. |                           |                |                  |                                |
| 66 | Bałkański ślad            | Dariusz Goczał | Doman Nowakowski | 2001, premiera TV - 03.06.2001 |
| Andzia ma pretensję do Bercika, że ten nic nie robi i nie zarabia pieniędzy. Zdesperowany Bercik postanawia zostać żużlowcem, a następnie prywatnym detektywem.                                   |                           |                |                  |                                |
| 67 | Zakochani                 | Dariusz Goczał | Doman Nowakowski | 2001, premiera TV - 10.06.2001 |
| Ernest musi wyjechać. Prosi więc Andzię, Bercika i Zbyszka, by - jeśli zajdzie potrzeba - zaopiekowali się jego nową narzeczoną.                                                                  |                           |                |                  |                                |
| 68 | Matura                    | Dariusz Goczał | Doman Nowakowski | 2001, premiera TV - 17.06.2001 |
| Bercik, oglądając teleturniej Miliard w rozumie, zwraca uwagę na trudne słowo „onomatopeja”. |                           |                |                  |                                |
| 69 | Słoneczny patrol          | Dariusz Goczał | Doman Nowakowski | 2001, premiera TV – 24.06.2001 |
| Bercik postanawia zarobić, wykorzystując fakt, że przez wioskę przepływa rzeczka. Zakłada punkt ratownictwa rzecznego „Słoneczny patrol” ze specjalnością reanimacja metodą usta-usta.            |                           |                |                  |                                |
| 70 | Prawdziwy mężczyzna       | Dariusz Goczał | Doman Nowakowski | 2001, premiera TV - 01.07.2001 |
| Bercik kupuje psa po okazyjnej cenie. |                           |                |                  |                                |
| 71 | Hipoterapia               | Dariusz Goczał | Doman Nowakowski | 2001, premiera TV - 08.07.2001 |
| Bercik postanawia zbić fortunę na hippoterapii, czyli leczeniu ludzi jazdą konną. |                           |                |                  |                                |
| 72 | Big Hanys                 | Dariusz Goczał | Doman Nowakowski | 2001, premiera TV - 23.09.2001 |
| Gerard proponuje Bercikowi występ w programie Big Hanys. |                           |                |                  |                                |
| 73 | Przestępca seksualny      | Dariusz Goczał | Doman Nowakowski | 2001, premiera TV - 30.09.2001 |
| Andzia zaprasza do domu swego dawnego narzeczonego, co wzbudza zazdrość Bercika. Zbyszek doradza mu, by również przyprowadził jakąś sympatię z młodych lat.                                       |                           |                |                  |                                |
| 74 | Memento mori              | Dariusz Goczał | Doman Nowakowski | 2001, premiera TV - 7.10.2001  |
| Bercik dostaje od Gerarda „Małą Encyklopedię Zdrowia”. |                           |                |                  |                                |
| 75 | Szansa na pracę           | Dariusz Goczał | Doman Nowakowski | 2001, premiera TV - 14.10.2001 |
| Andzia próbuje namówić swojego brata, by zatrudnił Bercika jako nocnego stróża. |                           |                |                  |                                |
| 76 | Łowca wampirów            | Dariusz Goczał | Doman Nowakowski | 2001, premiera TV - 21.10.2001 |
| Bercik ogląda z Andzią horror, który robi na nim ogromne wrażenie. |                           |                |                  |                                |
| 77 | Kamień filozoficzny       | Dariusz Goczał | Doman Nowakowski | 2001, premiera TV - 28.10.2001 |
| Bercik przynosi ze straganu kamień filozoficzny. Jego działanie sprawia, że oboje z Andzią zamieniają się osobowościami.                                                                          |                           |                |                  |                                |
| 78 | Nowy proszek              | Dariusz Goczał | Doman Nowakowski | 2001, premiera TV - 4.11.2001  |
| Bercik psuje pralkę. Andzia w zamian za nową godzi się wystąpić w reklamie proszku do prania. |                           |                |                  |                                |
| 79 | Agencja reklamowa         | Dariusz Goczał | Doman Nowakowski | 2001, premiera TV - 11.11.2001 |
| Bercik i Zbyszek mają nowy pomysł na zrobienie majątku. Tym razem zakładają agencję reklamową. |                           |                |                  |                                |
| 80 | Chłop jak dąb             | Dariusz Goczał | Doman Nowakowski | 2001, premiera TV - 18.11.2001 |
| Bercik cierpi na kompleks niskiego wzrostu. Gerard, nie mogąc patrzeć na udrękę znajomego, sprzedaje mu specjalny krem.                                                                           |                           |                |                  |                                |
| 81 | Wizażysta                 | Dariusz Goczał | Doman Nowakowski | 2001, premiera TV - 25.11.2001 |
| Zbyszek spotyka Pedra, dawnego kolegę ze szkoły, który zrobił karierę jako wizażysta. |                           |                |                  |                                |
| 82 | Manewry                   | Dariusz Goczał | Doman Nowakowski | 2001, premiera TV - 2.12.2001  |
| Bercik i Zbyszek dostają powołanie na ćwiczenia rezerwy. |                           |                |                  |                                |
| 83 | Śpiewać każdy może        | Dariusz Goczał | Doman Nowakowski | 2001, premiera TV - 9.12.2001  |
| Bercik nie jest w stanie oddać Ewaldowi pożyczonych 200 zł. Zdesperowany postanawia zarobić parę groszy, występując w programie Szansa na sukces.                                                 |                           |                |                  |                                |
| 84 | Babcia Zazulina           | Dariusz Goczał | Doman Nowakowski | 2001, premiera TV - 16.12.2001 |
| Zbyszek prosi Bercika, by przenocował babcię Zazulinę, ludową artystkę, specjalizującą się w wycinaniu koronek i malowaniu talerzy.                                                               |                           |                |                  |                                |
| 85 | Agnieszka                 | Dariusz Goczał | Doman Nowakowski | 2001, premiera TV - 23.12.2001 |
| Zbyszek przyjeżdża do Andzi i Bercika ze swoją nową narzeczoną - Agnieszką. |                           |                |                  |                                |
| 86 | Gwiazdka pod gwiazdkami   | Dariusz Goczał | Doman Nowakowski | 2001, premiera TV - 25.12.2001 |
| Bercik, Andzia, Zbyszek i Agnieszka wyjeżdżają na wspólną Wigilię do Brennej. |                           |                |                  |                                |
| 87 | Bal u prezydenta          | Dariusz Goczał | Doman Nowakowski | 2001, premiera TV - 30.12.2001 |
| Dworniokowie i Zbyszek wybierają się na bal do prezydenta miasta. |                           |                |                  |                                |

## Sezon 4
| # | Tytuł                        | Reżyseria      | Scenariusz       | Rok produkcji                  |
| --- | ---------------------------- | -------------- | ---------------- | ------------------------------ |
| 88 | Bodyguard                    | Dariusz Goczał | Doman Nowakowski | 2002, premiera TV - 6.01.2002  |
| W szynku „U Alojza” zainstalowano wideo. Oglądane tam filmy wywierają wielkie wrażenie na Berciku.                                                                                                   |                              |                |                  |                                |
| 89 | Czarna rozpacz               | Dariusz Goczał | Doman Nowakowski | 2002, premiera TV - 20.01.2002 |
| Bercik podejrzewa Andzię, że ta chce go zostawić dla czarnoskórego mężczyzny. |                              |                |                  |                                |
| 90 | Mistrzowie kuchni            | Dariusz Goczał | Doman Nowakowski | 2002, premiera TV - 27.01.2002 |
| Bercik zarzuca Andzi, że jej kuchnia jest niedobra. |                              |                |                  |                                |
| 91 | Radca prawny                 | Dariusz Goczał | Doman Nowakowski | 2002, premiera TV - 3.02.2002  |
| Bercik myśli o podjęciu pracy. Waha się między posadą executive managera w zachodniej firmie a funkcją kardiologa w klinice prof. Religi. Ostatecznie decyduje się jednak zostać radcą prawnym.      |                              |                |                  |                                |
| 92 | Mistrzostwa fitness          | Dariusz Goczał | Doman Nowakowski | 2002, premiera TV - 10.02.2002 |
| Zbyszek poznaje w pociągu instruktorkę fitness. Robi to takie wrażenie na Berciku, że sam postanawia zostać misterem fitness.                                                                        |                              |                |                  |                                |
| 93 | Inkarnacja                   | Dariusz Goczał | Doman Nowakowski | 2002, premiera TV - 17.02.2002 |
| Zbyszek przyprowadza do mieszkania Andzi i Bercika tybetańskiego mnicha. |                              |                |                  |                                |
| 94 | Depresja zimowa              | Dariusz Goczał | Doman Nowakowski | 2002, premiera TV - 24.02.2002 |
| Andzię odwiedza znajomy z dawnych lat, intelektualista. |                              |                |                  |                                |
| 95 | Czyste plecy                 | Dariusz Goczał | Doman Nowakowski | 2002, premiera TV - 03.03.2002 |
| Do Dwornioków przyjeżdża Zbyszek wraz z narzeczoną Agnieszką. |                              |                |                  |                                |
| 96 | Siła woli                    | Dariusz Goczał | Doman Nowakowski | 2002, premiera TV - 10.03.2002 |
| Bercik i Zbyszek zakładają się, który z nich ma mocniejszą wolę. |                              |                |                  |                                |
| 97 | Robobercik                   | Dariusz Goczał | Doman Nowakowski | 2002, premiera TV - 17.03.2002 |
| Bercik dzięki Ernestowi ma pracę. Pracuje w charakterze „królika doświadczalnego”. Bercik ma testować na sobie urządzenie zmieniające eurosceptyków w euroentuzjastów.                               |                              |                |                  |                                |
| 98 | Siedem czakramów             | Dariusz Goczał | Doman Nowakowski | 2002, premiera TV - 24.03.2002 |
| Andzia jest mocno zaniepokojona, ponieważ Bercik od dłuższego czasu cierpi na depresję. Kiedy klasyczne metody leczenia zawodzą, Andzia postanawia kurować Bercika za pomocą magicznych kamieni.     |                              |                |                  |                                |
| 99 | Złoty medal                  | Dariusz Goczał | Doman Nowakowski | 2002, premiera TV - 7.04.2002  |
| Bercik ciągle wspomina zimową olimpiadę. Zafascynowany wyczynami sportowców postanawia zostać jednym z nich, najlepiej medalistą.                                                                    |                              |                |                  |                                |
| 100 | Setny weekend                | Dariusz Goczał | Doman Nowakowski | 2002, premiera TV - 14.04.2002 |
| Bercik zaczyna podejrzewać, że Andzia go zdradza. |                              |                |                  |                                |
| 101 | Trutka na szczury            | Dariusz Goczał | Doman Nowakowski | 2002, premiera TV - 21.04.2002 |
| W piwnicy Andzi i Bercika pojawiają się szczury. |                              |                |                  |                                |
| 102 | Majster klepka               | Dariusz Goczał | Doman Nowakowski | 2002, premiera TV – 28.04.2002 |
| Andzia odkrywa, że Bercik wydał pół renty na seks-telefony. Wściekła każe mu natychmiast wziąć się do jakiejś uczciwej pracy. Bercik postanawia zostać fachowcem od naprawy telewizorów.             |                              |                |                  |                                |
| 103 | Sen o Europie                | Dariusz Goczał | Doman Nowakowski | 2002, premiera TV - 5.05.2002  |
| Gerard zostaje zatrudniony jako ankieter Centrum Badania Opinii Publicznej. Jego pierwszym zadaniem jest przeprowadzenie sondażu na temat stosunku obywateli do wejścia Polski do Unii Europejskiej. |                              |                |                  |                                |
| 104 | Flamenco                     | Dariusz Goczał | Doman Nowakowski | 2002, premiera TV - 12.05.2002 |
| Zbyszek zaprasza Bercika i Andzię na pokaz flamenco. |                              |                |                  |                                |
| 105 | Biuro matrymonialne          | Dariusz Goczał | Doman Nowakowski | 2002, premiera TV - 19.05.2002 |
| Bercik zakłada biuro matrymonialne. |                              |                |                  |                                |
| 106 | Dostawca szczęścia           | Dariusz Goczał | Doman Nowakowski | 2002, premiera TV - 26.05.2002 |
| Bercik wygrywa w karty mundur kominiarza. |                              |                |                  |                                |
| 107 | Wesołe miasteczko            | Dariusz Goczał | Doman Nowakowski | 2002, premiera TV - 2.06.2002  |
| Bercik zatrudnia się jako żywa tarcza w wesołym miasteczku. |                              |                |                  |                                |
| 108 | Farma piękności              | Dariusz Goczał | Doman Nowakowski | 2002, premiera TV - 9.06.2002  |
| Bercik, Andzia i Zbyszek wyjeżdżają na działkę na Giszowcu |                              |                |                  |                                |
| 109 | Idol                         | Dariusz Goczał | Doman Nowakowski | 2002, premiera TV - 16.06.2002 |
| Bercik zauważa Andzię w łóżku małżeńskim z Mariuszem Czerkawskim. |                              |                |                  |                                |
| 110 | Teściowa                     | Dariusz Goczał | Doman Nowakowski | 2002, premiera TV - 23.06.2002 |
| Do Bercika przyjeżdża teściowa. |                              |                |                  |                                |
| 111 | Taniec przy rurze            | Dariusz Goczał | Doman Nowakowski | 2002, premiera TV - 8.09.2002  |
| Ernestowi wpada w oko Agnieszka, narzeczona Zbyszka. Chce, by tańczyła u niego na estradzie. |                              |                |                  |                                |
| 112 | Doktor Hubert Dworniok       | Dariusz Goczał | Doman Nowakowski | 2002, premiera TV - 15.09.2002 |
| Andzia spotyka kolegę ze szkoły, który jest kardiochirurgiem. Bercik postanawia również rozpocząć praktykę lekarską.                                                                                 |                              |                |                  |                                |
| 113 | Autokomis                    | Dariusz Goczał | Doman Nowakowski | 2002, premiera TV - 22.09.2002 |
| Ernest otwiera komis z używanymi samochodami. Bercik nie może patrzeć na to spokojnie i postępuje identycznie.                                                                                       |                              |                |                  |                                |
| 114 | Orły przestworzy             | Dariusz Goczał | Doman Nowakowski | 2002, premiera TV - 29.09.2002 |
| Bercik postanawia wreszcie spełnić swoje największe marzenie: polecieć samolotem. |                              |                |                  |                                |
| 115 | Alojz                        | Dariusz Goczał | Doman Nowakowski | 2002, premiera TV - 13.10.2002 |
| Pojawia się inwestor, który chce kupić szynk „U Alojza”. Bercik jest zdecydowanie przeciw. |                              |                |                  |                                |
| 116 | Psychoanalityk               | Dariusz Goczał | Doman Nowakowski | 2002, premiera TV - 20.10.2002 |
| Zbyszek spotyka kolegę, który prowadzi gabinet psychoanalizy. Wysyła do niego Andzię i Bercika, żeby rozwiązali swoje problemy małżeńskie.                                                           |                              |                |                  |                                |
| 117 | Milioner                     | Dariusz Goczał | Doman Nowakowski | 2002, premiera TV - 27.10.2002 |
| Bercik bierze udział w nielegalnej loterii. Jest przekonany, że wygrał milion. |                              |                |                  |                                |
| 118 | Asteroid                     | Dariusz Goczał | Doman Nowakowski | 2002, premiera TV - 3.11.2002  |
| Kuzynka Andzi z Niemiec przysyła Andzi paczkę, w której znajduje się niemiecka gazeta, w której napisane jest, że w Ziemię uderzy asteroid.                                                          |                              |                |                  |                                |
| 119 | Bizneswoman                  | Dariusz Goczał | Doman Nowakowski | 2002, premiera TV - 10.11.2002 |
| Bercik chciałby pracować na stacji benzynowej należącej do jego szwagra. |                              |                |                  |                                |
| 120 | Hanys fiction                | Dariusz Goczał | Doman Nowakowski | 2002, premiera TV - 17.11.2002 |
| Zbyszek dostarcza Bercikowi książki na temat UFO. |                              |                |                  |                                |
| 121 | Ktoś z nas jest w ciąży      | Dariusz Goczał | Doman Nowakowski | 2002, premiera TV - 24.11.2002 |
| Bercik pod wpływem lektury medycznych pism dla kobiet zaczyna dostrzegać objawy ciąży - najpierw u narzeczonej Zbyszka, potem u Andzi, a na koniec - u siebie.                                       |                              |                |                  |                                |
| 122 | Wielki językoznawca          | Dariusz Goczał | Doman Nowakowski | 2002, premiera TV - 1.12.2002  |
| Do Andzi przyjeżdża koleżanka z Kolonii, Niemka Kerstin. Jest kobietą wyjątkowej urody, w związku z czym Bercik w ciągu kilku godzin postanawia nauczyć się niemieckiego                             |                              |                |                  |                                |
| 123 | Marketing bezpośredni        | Dariusz Goczał | Doman Nowakowski | 2002, premiera TV - 8.12.2002  |
| Ernest rozkręca nowy biznes. Bercik bardzo chciałby pracować u niego, ale Ernest nie zgadza się na to.                                                                                               |                              |                |                  |                                |
| 124 | Bercik FM                    | Dariusz Goczał | Doman Nowakowski | 2002, premiera TV - 15.12.2002 |
| Bercik postanawia założyć piracką radiostację „Bercik FM”. |                              |                |                  |                                |
| 125 | Tradycyjny śląski psychopata | Dariusz Goczał | Doman Nowakowski | 2002, premiera TV - 22.12.2002 |
| Gerard zakłada z teściem agencję turystyczną. Zapraszają klientów na wycieczkę w Alpy Szwajcarskie.                                                                                                  |                              |                |                  |                                |
| 126 | Ratownicy górscy             | Dariusz Goczał | Doman Nowakowski | 2002, premiera TV - 29.12.2002 |
| Zbyszek, Bercik i Andzia przyjeżdżają do pensjonatu w Brennej na Wigilię. |                              |                |                  |                                |
| 127 | Hollywood Bercik             | Dariusz Goczał | Doman Nowakowski | 2002, premiera TV - 5.01.2003  |
| Sylwester w Brennej, gdzie akurat kręcony jest film fabularny. Bercik i Zbyszek starają się zaimponować dziewczynom, udając filmowców z Hollywood                                                    |                              |                |                  |                                |

## Sezon 5
| # | Tytuł                          | Reżyseria      | Scenariusz                     | Rok produkcji                  |
| --- | ------------------------------ | -------------- | ------------------------------ | ------------------------------ |
| 128 | Tenor                          | Dariusz Goczał | Doman Nowakowski               | 2003, premiera TV - 19.01.2003 |
| Andzia spotyka Hildę, dawną koleżankę z klasy, obecnie gwiazdę opery włoskiej. Pod jej wpływem Bercik postanawia rozpocząć karierę operowego tenora.                                                |                                |                |                                |                                |
| 129 | Załamanie nerwowe              | Dariusz Goczał | Doman Nowakowski               | 2003, premiera TV - 26.01.2003 |
| Zbyszek i Andzia podejrzewają, że Bercik przeżywa załamanie nerwowe. |                                |                |                                |                                |
| 130 | Seksapil                       | Dariusz Goczał | Doman Nowakowski               | 2003, premiera TV - 02.02.2003 |
| Zbyszek pojawia się w Katowicach z kolejną narzeczoną - Jolą. Bercik zazdrości Zbyszkowi powodzenia u kobiet.                                                                                       |                                |                |                                |                                |
| 131 | Serial kiler                   | Dariusz Goczał | Doman Nowakowski               | 2003, premiera TV - 09.02.2003 |
| Bercik naoglądał się kryminałów. Zaczyna podejrzewać, że Karlikowa jest seryjną morderczynią i zabiła Karlika, swojego męża.                                                                        |                                |                |                                |                                |
| 132 | Owca w średnim mieście         | Dariusz Goczał | Doman Nowakowski               | 2003, premiera TV - 16.02.2003 |
| Do Bercika ma przyjechać córka siostry Karlikowej. Odbierając wiadomość, Bercik przesłyszał się i przypuszcza, że gość ma przybyć do jego domu z owcą.                                              |                                |                |                                |                                |
| 133 | Medium                         | Dariusz Goczał | Doman Nowakowski               | 2003, premiera TV - 23.02.2003 |
| Andzia i jej przyjaciółka Krysia wywołują duchy. Zapraszają na seans Bercika i Zbyszka. |                                |                |                                |                                |
| 134 | Atak klonów                    | Dariusz Goczał | Doman Nowakowski               | 2003, premiera TV - 02.03.2003 |
| Bercik dowiaduje się o możliwości klonowania ludzi. Zamawia sobie u Gerarda klon Andzi, czyli taką samą Andzię, tylko trochę młodszą.                                                               |                                |                |                                |                                |
| 135 | Mistrz sumo                    | Dariusz Goczał | Doman Nowakowski               | 2003, premiera TV - 09.03.2003 |
| Bercik postanawia zająć się sumo. |                                |                |                                |                                |
| 136 | Impresario                     | Dariusz Goczał | Doman Nowakowski               | 2003, premiera TV - 16.03.2003 |
| Andzia wybiera się na koncert Ich Troje. Podpuszczony przez Gerarda Bercik postanawia zostać impresariem muzycznym.                                                                                 |                                |                |                                |                                |
| 137 | Rodzinka                       | Dariusz Goczał | Doman Nowakowski, Paweł Lesisz | 2003, premiera TV - 23.03.2003 |
| Do Bercika przyjeżdża jego rodzina spod Koszalina. Bercik jest pełen entuzjazmu - chce pokazać tradycyjną, śląską gościnność.                                                                       |                                |                |                                |                                |
| 138 | Feromon                        | Dariusz Goczał | Doman Nowakowski, Paweł Lesisz | 2003, premiera TV - 06.04.2003 |
| Bercik martwi się, że nie jest pociągający dla kobiet. Wobec tego Gerard poznaje go z profesorem z byłego ZSRR.                                                                                     |                                |                |                                |                                |
| 139 | Ubezpieczenie                  | Dariusz Goczał | Doman Nowakowski, Paweł Lesisz | 2003, premiera TV - 13.04.2003 |
| Gerard zostaje agentem ubezpieczeniowym. Bercik postanawia wykorzystać tę sytuację i ubezpieczyć się od wszystkiego.                                                                                |                                |                |                                |                                |
| 140 | Kibice i melomani              | Dariusz Goczał | Doman Nowakowski               | 2003, premiera TV - 27.04.2003 |
| Andzia wraca z filharmonii z dwoma bardzo kulturalnymi, wykształconymi i inteligentnymi panami. |                                |                |                                |                                |
| 141 | Cyrograf                       | Dariusz Goczał | Doman Nowakowski, Paweł Lesisz | 2003, premiera TV - 04.05.2003 |
| Gerard zostaje dystrybutorem wydawnictw satanistycznych. Bercik zaczyna poważnie rozważać opcję zaprzedania własnej duszy w zamian za rozbudowane przywileje w życiu doczesnym.                     |                                |                |                                |                                |
| 142 | F-16                           | Dariusz Goczał | Doman Nowakowski, Paweł Lesisz | 2003, premiera TV – 11.05.2003 |
| Gerard namawia Bercika na zakup samolotu F-16 w wersji „zrób to sam”. |                                |                |                                |                                |
| 143 | Hanymal foods                  | Dariusz Goczał | Doman Nowakowski, Paweł Lesisz | 2003, premiera TV - 18.05.2003 |
| Ernest rozkręca kolejne przedsięwzięcie - produkcję karmy dla zwierząt. |                                |                |                                |                                |
| 144 | Derby Śląska                   | Dariusz Goczał | Doman Nowakowski, Paweł Lesisz | 2003, premiera TV - 25.05.2003 |
| Bercik i Zbyszek wybierają się na mecz. Andzia nie chce puścić Bercika - uważa, że mecz jest tylko pretekstem do picia.                                                                             |                                |                |                                |                                |
| 145 | Wychowawca młodzieży           | Dariusz Goczał | Doman Nowakowski, Paweł Lesisz | 2003, premiera TV - 01.06.2003 |
| Bercik zostaje uderzony piłką przez dzieciaki grające na podwórku. Postanawia wymusić na Erneście, który jest radnym, wprowadzenie zakazu gry w piłkę na całym Śląsku.                              |                                |                |                                |                                |
| 146 | As wywiadu                     | Dariusz Goczał | Doman Nowakowski, Paweł Lesisz | 2003, premiera TV - 08.06.2003 |
| Do Andzi przyjeżdża kuzyn, as polskiego wywiadu. Pod wpływem jego opowiadań Bercik postanawia zostać polskim Jamesem Bondem.                                                                        |                                |                |                                |                                |
| 147 | Sporty wodne                   | Dariusz Goczał | Doman Nowakowski, Paweł Lesisz | 2003, premiera TV - 21.09.2003 |
| Andzia, Bercik i Zbyszek przyjeżdżają na wakacyjny wypoczynek do zamku Czocha. Bercik, który ma nowe hobby - sporty wodne, postanawia wykorzystać urlop na pływanie kajakiem po jeziorze.           |                                |                |                                |                                |
| 148 | Biała dama                     | Dariusz Goczał | Doman Nowakowski, Paweł Lesisz | 2003, premiera TV - 12.10.2003 |
| Bercik, Andzia i Zbyszek spędzają wakacje na zamku Czocha. Do Zbyszka przyjeżdża narzeczona. Niestety, ponoć atmosfera zamku nie najlepiej wpływa na wierność małżeńską przebywających w nim ludzi. |                                |                |                                |                                |
| 149 | Skarb                          | Dariusz Goczał | Doman Nowakowski, Paweł Lesisz | 2003, premiera TV - 19.10.2003 |
| Bercik i Zbyszek na zamku Czocha szukają legendarnego skarbu barona von Haubitza. |                                |                |                                |                                |
| 150 | Rodacy z Warszawy              | Dariusz Goczał | Doman Nowakowski, Paweł Lesisz | 2003, premiera TV - 26.10.2003 |
| Gerard zakochuje się w warszawiance i uczy się od Zbyszka warszawskich zachowań. |                                |                |                                |                                |
| 151 | Rzeka ropy                     | Dariusz Goczał | Doman Nowakowski, Paweł Lesisz | 2003, premiera TV - 09.11.2003 |
| Bercik martwi się upadkiem górnictwa węglowego na Śląsku. Po rozmowie ze Zbyszkiem postanawia rozpocząć poszukiwania złóż ropy naftowej.                                                            |                                |                |                                |                                |
| 152 | Lekcja języka polskiego        | Dariusz Goczał | Doman Nowakowski, Paweł Lesisz | 2003, premiera TV - 23.11.2003 |
| Ernest zamierza rozkręcić nowy interes. Otwiera szkołę języka polskiego dla obcokrajowców. |                                |                |                                |                                |
| 153 | Śląski krupniokier             | Dariusz Goczał | Doman Nowakowski, Paweł Lesisz | 2003, premiera TV - 30.11.2003 |
| Ernest przechodzi kurs, po którym umie rozróżnić wino po samym jego smaku. Bercik próbuje iść w jego ślady, ale dużo łatwiej mu rozróżnić po smaku śląskie krupnioki.                               |                                |                |                                |                                |
| 154 | Święta miłości i dobroci       | Dariusz Goczał | Doman Nowakowski, Paweł Lesisz | 2003, premiera TV - 21.12.2003 |
| Bercik uważa, że on i Zbyszek potrafią przygotować Wigilię lepiej niż Andzia. Wobec tego Andzia pozostawia panów samych, co powoduje demolkę całego domu.                                           |                                |                |                                |                                |
| 155 | Antyglobalista                 | Dariusz Goczał | Doman Nowakowski, Paweł Lesisz | 2003, premiera TV - 04.01.2004 |
| Bercik nie rozumie idei antyglobalizmu do czasu, kiedy okazuje się, że jego szwagier Ernest ma zamiar zostać właścicielem salonu samochodowego.                                                     |                                |                |                                |                                |
| 156 | Pamięć absolutna               | Dariusz Goczał | Doman Nowakowski, Paweł Lesisz | 2003, premiera TV - 18.01.2004 |
| Andzia skarży się na sklerozę Bercika. Karlikowa poleca jej kropelki, które przywrócą Bercikowi pamięć.                                                                                             |                                |                |                                |                                |
| 157 | Biopole                        | Dariusz Goczał | Doman Nowakowski, Paweł Lesisz | 2003, premiera TV - 25.01.2004 |
| Andzia postanawia uczynić z Bercika pracowitego człowieka. W tym celu wynajmuje wróżkę, by ta użyła swojej tajnej broni - biopola.                                                                  |                                |                |                                |                                |
| 158 | Skarby Inków                   | Dariusz Goczał | Doman Nowakowski, Paweł Lesisz | 2003, premiera TV - 01.02.2004 |
| Zbyszek przyprowadza wodza Inków, poszukującego legendarnego skarbu Indian, który ponoć jest ukryty gdzieś w śląskich hałdach.                                                                      |                                |                |                                |                                |
| 159 | Bercik@pl                      | Dariusz Goczał | Doman Nowakowski, Paweł Lesisz | 2003, premiera TV - 08.02.2004 |
| Zbyszek zakłada sklep internetowy. |                                |                |                                |                                |
| 160 | Jaskiniowiec                   | Dariusz Goczał | Doman Nowakowski, Paweł Lesisz | 2003, premiera TV - 15.02.2004 |
| Ernest robi nowy biznes - otwiera jaskinię solną, w której chorzy będą mogli leczyć schorzenia układu oddechowego.                                                                                  |                                |                |                                |                                |
| 161 | Doskonałość duchowa            | Dariusz Goczał | Doman Nowakowski, Paweł Lesisz | 2003, premiera TV - 22.02.2004 |
| Andzia awanturuje się, że Bercik nic nie robi. Burzliwą rozmowę małżonków przerywa wejście Zbyszka, który przedstawia im poznanego w pociągu Śri Szankara - mistrza medytacji Wschodu.              |                                |                |                                |                                |
| 162 | Bercik IQ Dworniok             | Dariusz Goczał | Doman Nowakowski, Paweł Lesisz | 2003, premiera TV - 29.02.2004 |
| Zbyszek oznajmia Bercikowi, że najwyższe IQ mają ludzie z Warszawy. |                                |                |                                |                                |
| 163 | Wieszanie firanek              | Dariusz Goczał | Doman Nowakowski, Paweł Lesisz | 2003, premiera TV - 14.03.2004 |
| Z powodu niechęci do wieszania w oknach firanek Bercik postanawia wykonać inne możliwe i niemożliwe prace domowe.                                                                                   |                                |                |                                |                                |
| 164 | Królewna Śnieżka               | Dariusz Goczał | Doman Nowakowski, Paweł Lesisz | 2003, premiera TV - 21.03.2004 |
| Ksiądz organizuje przedstawienie dla biednych dzieci z parafii. Bercik bardzo chce wystąpić w roli Królewny Śnieżki.                                                                                |                                |                |                                |                                |
| 165 | Krupniok kontra pyra           | Dariusz Goczał | Doman Nowakowski, Paweł Lesisz | 2003, premiera TV – 28.03.2004 |
| Do Katowic przyjeżdża poznaniak Marcin. Bercik dworuje sobie z kultury wielkopolskiej. Rozpoczyna się wielki pojedynek poznańsko-katowicki.                                                         |                                |                |                                |                                |
| 166 | Precelki hanyski               | Dariusz Goczał | Doman Nowakowski, Paweł Lesisz | 2003, premiera TV - 04.04.2004 |
| Zbyszek kupuje kamerę. Chce z Bercikiem nakręcić reklamówkę dla Ernesta, ale ten wyśmiewa ich obu. Urażeni Bercik i Zbyszek postanawiają się zemścić.                                               |                                |                |                                |                                |
| 167 | Hanys modyfikowany genetycznie | Dariusz Goczał | Doman Nowakowski, Paweł Lesisz | 2003, premiera TV - 18.04.2004 |
| Andzia czyta o genetycznie modyfikowanej żywności. |                                |                |                                |                                |
| 168 | Bercihito sushiyama            | Dariusz Goczał | Doman Nowakowski, Paweł Lesisz | 2003, premiera TV - 25.04.2004 |
| Ernest zaprasza do Katowic amerykańskiego inwestora z Kalifornii - zwolennika japońskich potraw sushi. Bercik postanawia otworzyć ze Zbyszkiem sushi bar.                                           |                                |                |                                |                                |
| 169 | Ber-cing                       | Dariusz Goczał | Doman Nowakowski, Paweł Lesisz | 2003, premiera TV – 09.05.2004 |
| Przedsiębiorczy Ernest postanawia otworzyć gabinet leczniczego masażu wschodniego. Bercik postanawia podkraść mu ten pomysł. Stwierdza, że sam świetnie sobie poradzi w roli chińskiego masażysty.  |                                |                |                                |                                |

## Sezon 6
| # | Tytuł                       | Reżyseria      | Scenariusz                     | Rok produkcji                  |
| --- | --------------------------- | -------------- | ------------------------------ | ------------------------------ |
| 170 | Bercik burger               | Dariusz Goczał | Doman Nowakowski, Paweł Lesisz | 2004, premiera TV - 16.05.2004 |
| Bercik zamierza zarabiać na „dokarmianiu” pracowników urzędów i biur. |                             |                |                                |                                |
| 171 | Wtyka z Europy              | Dariusz Goczał | Doman Nowakowski, Paweł Lesisz | 2004, premiera TV - 23.05.2004 |
| Bercik jest przeciwny Unii Europejskiej. Tymczasem przyjeżdża do niego kuzynek z Sosnowca - Hubert, którego rodzice wyjechali do pracy w Brukseli.                                           |                             |                |                                |                                |
| 172 | Interes życia               | Dariusz Goczał | Doman Nowakowski, Paweł Lesisz | 2004, premiera TV - 30.05.2004 |
| Bercik podejrzewa, że Andzia go już nie kocha. Postanawia jej zaimponować, żeby odzyskać jej uczucie.                                                                                        |                             |                |                                |                                |
| 173 | Nocna zmiana                | Dariusz Goczał | Doman Nowakowski, Paweł Lesisz | 2004, premiera TV - 06.06.2004 |
| Pod nieobecność dozorczyni funkcję gospodarza domu przejmuje Bercik. Bierze na siebie liczne obowiązki, próbując wywiązać się z kolejnych zadań.                                             |                             |                |                                |                                |
| 174 | Prawdziwi sportowcy         | Dariusz Goczał | Doman Nowakowski, Paweł Lesisz | 2004, premiera TV - 11.09.2004 |
| Mały Hubert przynosi do domu sprzęt fitness. |                             |                |                                |                                |
| 175 | Botanik                     | Dariusz Goczał | Doman Nowakowski, Paweł Lesisz | 2004, premiera TV - 18.09.2004 |
| Mały Hubert przynosi ze szkoły do domu fiołka. |                             |                |                                |                                |
| 176 | Kucharz                     | Dariusz Goczał | Doman Nowakowski, Paweł Lesisz | 2004, premiera TV - 25.09.2004 |
| Mały Hubert musi usmażyć jajecznicę. Bercik stara się udowodnić, że gotowanie to bardzo prosta sprawa.                                                                                       |                             |                |                                |                                |
| 177 | Hostessa                    | Dariusz Goczał | Doman Nowakowski, Paweł Lesisz | 2004, premiera TV - 02.10.2004 |
| Ernest poszukuje kandydatek na hostessy. Do Bercika przychodzi matka dziewczyny, w której zakochany jest mały Hubert.                                                                        |                             |                |                                |                                |
| 178 | Fałszywe pieniądze          | Dariusz Goczał | Doman Nowakowski, Paweł Lesisz | 2004, premiera TV - 09.10.2004 |
| Bercik styka się z przestępcą, który w chwili zagrożenia podsuwa mu do ukrycia maszynkę do fałszowania pieniędzy.                                                                            |                             |                |                                |                                |
| 179 | Hanys tata gorola           | Dariusz Goczał | Doman Nowakowski, Paweł Lesisz | 2004, premiera TV - 16.10.2004 |
| Andzia i Zbyszek urabiają Bercika, że boi się odpowiedzialności związanej z wychowaniem młodego człowieka - Huberta.                                                                         |                             |                |                                |                                |
| 180 | Chłopak do wzięcia          | Dariusz Goczał | Doman Nowakowski, Paweł Lesisz | 2004, premiera TV - 23.10.2004 |
| Mały Hubert dziwi się, że Zbyszek nia ma żadnej kobiety. Zaczyna go podejrzewać o to, że jest gejem. Bercik zabiera się do leczenia przypadłości Zbyszka.                                    |                             |                |                                |                                |
| 181 | Redaktor naczelny Bercik    | Dariusz Goczał | Doman Nowakowski, Paweł Lesisz | 2004, premiera TV - 30.10.2004 |
| Mały Hubert zostaje redaktorem szkolnej gazetki. Przynosi do domu wypożyczoną ze szkoły drukarkę i komputer, na którym redaguje i składa pisemko.                                            |                             |                |                                |                                |
| 182 | Mistrz intelektu            | Dariusz Goczał | Doman Nowakowski, Paweł Lesisz | 2004, premiera TV - 06.11.2004 |
| Bercik organizuje turniej mistrzów intelektu i erudycji. Nagrody są bardzo cenne - naciąga na nie Ernesta.                                                                                   |                             |                |                                |                                |
| 183 | Gumowe ucho                 | Dariusz Goczał | Doman Nowakowski, Paweł Lesisz | 2004, premiera TV - 13.11.2004 |
| Bercik dzięki awarii telewizora podsłuchuje tajne kanały policyjne. |                             |                |                                |                                |
| 184 | Przyjaciel ministra         | Dariusz Goczał | Doman Nowakowski, Paweł Lesisz | 2004, premiera TV - 20.11.2004 |
| Ernest z pomocą ministra, tworzy biuro Fundacji Dobrych Pomysłów. Bercik postanawia pomóc szwagrowi w tym.                                                                                   |                             |                |                                |                                |
| 185 | Hanys rider                 | Dariusz Goczał | Doman Nowakowski, Paweł Lesisz | 2004, premiera TV - 27.11.2004 |
| Bercik zwalczając nieśmiałość wobec kobiet postanawia zostać szalonym motocyklistą. |                             |                |                                |                                |
| 186 | Sznelrandka                 | Dariusz Goczał | Doman Nowakowski, Paweł Lesisz | 2004, premiera TV - 04.12.2004 |
| Bercik zakłada biuro matrymonialne typu „fast date”. |                             |                |                                |                                |
| 187 | Podziemny hanys             | Dariusz Goczał | Doman Nowakowski, Paweł Lesisz | 2004, premiera TV - 11.12.2004 |
| Bercik otwiera zakład pogrzebowy. Z braku klientów chce, by za zmarłego uznano Karlika, który akurat gdzieś się zawieruszył.                                                                 |                             |                |                                |                                |
| 188 | Grupa wsparcia              | Dariusz Goczał | Doman Nowakowski, Paweł Lesisz | 2004, premiera TV - 18.12.2004 |
| Zbyszek przyjeżdża do Katowic w towarzystwie pani psycholog. |                             |                |                                |                                |
| 189 | Rehanyzator                 | Dariusz Goczał | Doman Nowakowski, Paweł Lesisz | 2004, premiera TV - 08.01.2005 |
| Na Górny Śląsk przyjeżdża wnuczka Karlikowej, mieszkająca w Warszawie. Bercik postanawia „przywrócić” ją śląskiej kulturze.                                                                  |                             |                |                                |                                |
| 190 | Męki twórcze                | Dariusz Goczał | Doman Nowakowski               | 2004, premiera TV - 15.01.2005 |
| Andzia stale czyta książki. Bercik staje się zazdrosny o literaturę, która tak pochłonęła jego żonę. Postanawia sam napisać książkę.                                                         |                             |                |                                |                                |
| 191 | Psy - hodowca               | Dariusz Goczał | Doman Nowakowski               | 2004, premiera TV - 22.01.2005 |
| Kolega Huberta wyjeżdża na parę dni - zostawia mu kota. Początkowo Bercik nie chce zgodzić się na zwierzę w domu, ale wkrótce bardzo się z kotem zaprzyjaźnia.                               |                             |                |                                |                                |
| 192 | Telepajęczarz               | Dariusz Goczał | Doman Nowakowski               | 2004, premiera TV - 29.01.2005 |
| Bercik spóźnia się z opłaceniem abonamentu. Obawia się, że za karę utraci swój telewizor. |                             |                |                                |                                |
| 193 | Zdobywca                    | Dariusz Goczał | Doman Nowakowski               | 2004, premiera TV - 05.02.2005 |
| Bercik staje się fanatycznym zwolennikiem programu Zdobywcy. |                             |                |                                |                                |
| 194 | Pęd do wiedzy               | Dariusz Goczał | Doman Nowakowski               | 2004, premiera TV - 12.02.2005 |
| Andzia nakazuje Bercikowi odpytać Huberta z zadanych lekcji. Nie przypuszcza, że męża aż tak to wciągnie.                                                                                    |                             |                |                                |                                |
| 195 | Miłość i gniew              | Dariusz Goczał | Doman Nowakowski               | 2004, premiera TV - 19.02.2005 |
| Alojz sprzedaje Bercikowi cudowny eliksir. Po jego wypiciu wystarczy jedno spojrzenie na Andzię, a pokocha ją tak mocno jak kiedyś.                                                          |                             |                |                                |                                |
| 196 | Tradycyjne chłopskie żarcie | Dariusz Goczał | Doman Nowakowski               | 2004, premiera TV - 26.02.2005 |
| Ernest zakłada sieć restauracji z tradycyjnym, chłopskim jedzeniem. |                             |                |                                |                                |
| 197 | Hanys Holmes                | Dariusz Goczał | Doman Nowakowski               | 2004, premiera TV - 05.03.2005 |
| Ernest inwestuje w sieć hoteli. Tymczasem Bercik postanawia zostać hotelowym detektywem. |                             |                |                                |                                |
| 198 | Śląska sexpoczta            | Dariusz Goczał | Doman Nowakowski               | 2004, premiera TV - 12.03.2005 |
| Ernest otwiera firmę kurierską. Bercik uważa, że potrafi taki sam interes poprowadzić dużo lepiej.                                                                                           |                             |                |                                |                                |
| 199 | Księgoman                   | Dariusz Goczał | Doman Nowakowski               | 2004, premiera TV - 19.03.2005 |
| Andzia mówi Bercikowi, że jest za głupi na czytanie książek. Chcąc udowodnić, że jest inaczej, Bercik uzależnia się od literatury.                                                           |                             |                |                                |                                |
| 200 | Wojna światów               | Dariusz Goczał | Doman Nowakowski               | 2004, premiera TV - 09.04.2005 |
| Bercik i Zbyszek przystępują do ostatecznej konfrontacji. Przed kamerami telewizji odbywają debatę pod hasłem „Hanys kontra Gorol”.                                                          |                             |                |                                |                                |
| 201 | Hanysy są z Marsa           | Dariusz Goczał | Doman Nowakowski               | 2004, premiera TV - 16.04.2005 |
| Bercik stara się być tolerancyjny wobec Zbyszka i jego „warszawskiej” odmienności. Robi to jednak w taki sposób, że Zbyszek zaczyna tęsknić za jego zwyczajnym, nietolerancyjnym wcieleniem. |                             |                |                                |                                |
| 202 | Rozrywka do piwka           | Dariusz Goczał | Doman Nowakowski               | 2004, premiera TV - 23.04.2005 |
| Ernest zaprasza na Śląsk grupę inwestorów z Holandii. Bercik postanawia dostarczyć zagranicznym gościom godziwej rozrywki.                                                                   |                             |                |                                |                                |

## Sezon 7
| # | Tytuł                     | Reżyseria      | Scenariusz       | Rok produkcji                  |
| --- | ------------------------- | -------------- | ---------------- | ------------------------------ |
| 203 | Sławny reżyser            | Dariusz Goczał | Doman Nowakowski | 2005, premiera TV - 30.04.2005 |
| Do Katowic przyjeżdża sławny amerykański reżyser. Okazuje się, że jest on uderzająco podobny do Bercika. |                           |                |                  |                                |
| 204 | Plotka                    | Dariusz Goczał | Doman Nowakowski | 2005, premiera TV - 07.05.2005 |
| Ernest kupuje sobie nowe auto. Plotki na ten temat sprawiają, że Bercik zaczyna wierzyć w niezwykłość tego samochodu. |                           |                |                  |                                |
| 205 | Doradca inwestycyjny      | Dariusz Goczał | Doman Nowakowski | 2005, premiera TV - 14.05.2005 |
| Pewien doradca inwestycyjny gubi swoją teczkę w barze „U Alojza”. Sytuację wykorzystuje Gerard, który wciela się w postać finansisty.                                                                                      |                           |                |                  |                                |
| 206 | Turystyka ekstremalna     | Dariusz Goczał | Doman Nowakowski | 2005, premiera TV - 21.05.2005 |
| Ernest zakłada Agencję Turystyki Ekstremalnej. |                           |                |                  |                                |
| 207 | Dziadek parkingowy        | Dariusz Goczał | Doman Nowakowski | 2005, premiera TV - 28.05.2005 |
| Gerard zamierza zostać „dziadkiem parkingowym”. |                           |                |                  |                                |
| 208 | Dobry mąż                 | Dariusz Goczał | Doman Nowakowski | 2005, premiera TV - 04.06.2005 |
| Andzia zarzuca Bercikowi, że nie jest dobrym mężem, bo w ogóle nie pomaga jej w domu. |                           |                |                  |                                |
| 209 | Hanys Pizza               | Dariusz Goczał | Doman Nowakowski | 2005, premiera TV - 11.06.2005 |
| Bercik jest załamany, że Andzia go już nie kocha. Postanawia zostać przystojnym Włochem. W tym celu otwiera pizzerię. |                           |                |                  |                                |
| 210 | Życie na kredyt           | Dariusz Goczał | Doman Nowakowski | 2005, premiera TV - 18.06.2005 |
| Ernest bierze duży kredyt na rozkręcenie nowego interesu. |                           |                |                  |                                |
| 211 | Dziwny jest ten Śląsk     | Dariusz Goczał | Doman Nowakowski | 2005, premiera TV - 25.06.2005 |
| Zbyszek poznaje w pociągu Irenę, pokazuje jej Górny Śląsk i jego mieszkańców. |                           |                |                  |                                |
| 212 | Pralnia chemiczna         | Dariusz Goczał | Doman Nowakowski | 2005, premiera TV - 10.09.2005 |
| Bercik postanawia otworzyć pralnię chemiczną. |                           |                |                  |                                |
| 213 | Piekielny biznes          | Dariusz Goczał | Doman Nowakowski | 2005, premiera TV - 17.09.2005 |
| Bercikowi śni się, że sprzedaje duszę diabłu w zamian za fotel wiceprezesa. |                           |                |                  |                                |
| 214 | Niewytłumaczalne zjawiska | Dariusz Goczał | Doman Nowakowski | 2005, premiera TV - 24.09.2005 |
| Bercik ma proroczy sen. Widzi w nim sześć liczb kumulacji totolotka. Niestety, po przebudzeniu zapomina wszystkie „szczęśliwe numerki”.                                                                                    |                           |                |                  |                                |
| 215 | Psychopata przodowy       | Dariusz Goczał | Doman Nowakowski | 2005, premiera TV - 01.10.2005 |
| Po obejrzeniu horroru w telewizji Bercik nabiera przekonania, że w jego mieszkaniu dokonano morderstwa. |                           |                |                  |                                |
| 216 | Podziemny krąg            | Dariusz Goczał | Doman Nowakowski | 2005, premiera TV - 08.10.2005 |
| Bercik zachowuje się agresywnie. W celu wyładowania frustracji, zakłada u Alojza „podziemny krąg”. |                           |                |                  |                                |
| 217 | Sok z brzozy              | Dariusz Goczał | Doman Nowakowski | 2005, premiera TV - 15.10.2005 |
| Bercik postanawia zrobić interes stulecia na produkcji soku z brzozy. |                           |                |                  |                                |
| 218 | Farfocel star             | Dariusz Goczał | Doman Nowakowski | 2005, premiera TV - 22.10.2005 |
| Zbyszek ma nową komórkę. Bercika fascynuje jedna z gier w telefonie. |                           |                |                  |                                |
| 219 | Koroner Himalajów         | Dariusz Goczał | Doman Nowakowski | 2005, premiera TV - 29.10.2005 |
| Bercik postanawia pracować jako konserwator wysokich kominów. Aby nauczyć się wspinania na kominy, wyjeżdża pod Zawiercie trenować na skałkach.                                                                            |                           |                |                  |                                |
| 220 | Kominiorz reaktywacja     | Dariusz Goczał | Doman Nowakowski | 2005, premiera TV - 05.11.2005 |
| Bercik zaczyna pracę jako kominiarz. Niestety, nie ma popytu na jego kominiarskie usługi. |                           |                |                  |                                |
| 221 | Jego wysokość prezes      | Dariusz Goczał | Doman Nowakowski | 2005, premiera TV - 12.11.2005 |
| Wobec fatalnego stanu podwórka i klatki schodowej mieszkańcy kamienicy przy ul. Korfantego postanawiają wziąć sprawy w swoje ręce. Organizują wybory prezesa wspólnoty mieszkaniowej. Bercik bardzo chce objąć tę funkcję. |                           |                |                  |                                |
| 222 | Komornik                  | Dariusz Goczał | Doman Nowakowski | 2005, premiera TV - 19.11.2005 |
| Ernest boi się wizyty komornika i windykacji długu. Bercik poznaje mechanizm przeprowadzania windykacji i postanawia zostać komornikiem.                                                                                   |                           |                |                  |                                |
| 223 | Gadający hanys            | Dariusz Goczał | Doman Nowakowski | 2005, premiera TV - 26.11.2005 |
| Bercik dowiaduje się, że istnieje teoria, wedle której rośliny, do których się mówi, szybciej rosną. |                           |                |                  |                                |
| 224 | Łzy hanysa                | Dariusz Goczał | Doman Nowakowski | 2005, premiera TV - 03.12.2005 |
| Zbyszek ma nowy biznes: handel wodą mineralną z odwiertu w Beskidach. |                           |                |                  |                                |
| 225 | Operacja Sosnowiec        | Dariusz Goczał | Doman Nowakowski | 2005, premiera TV - 10.12.2005 |
| Bercik ma jechać do Sosnowca odebrać nową szafkę. W związku z wyjazdem odczuwa głęboki niepokój i szykuje się jak na wojnę.                                                                                                |                           |                |                  |                                |
| 226 | Długi marsz               | Dariusz Goczał | Doman Nowakowski | 2005, premiera TV - 17.12.2005 |
| Ernest rozkręca nowy biznes. Tym razem prowadzi biuro organizujące pielgrzymki. |                           |                |                  |                                |
| 227 | Hanys podrasowany         | Dariusz Goczał | Doman Nowakowski | 2005, premiera TV - 04.03.2006 |
| Gerard spotyka przy śmietniku mistrza hipnozy, doktora Pytloka. Doktor podejmuje się podrasować Bercika tak, by ten stał się dobrym mężem.                                                                                 |                           |                |                  |                                |
| 228 | Efekt cieplarniany        | Dariusz Goczał | Doman Nowakowski | 2005, premiera TV - 11.03.2006 |
| Bercik pod wpływem jednej książki staje się fanatykiem ekologii. |                           |                |                  |                                |

## Sezon 8
| # | Tytuł                     | Reżyseria      | Scenariusz       | Rok produkcji                  |
| --- | ------------------------- | -------------- | ---------------- | ------------------------------ |
| 229 | Złombercik                | Dariusz Goczał | Doman Nowakowski | 2006, premiera TV - 18.03.2006 |
| Ernest rozkręca nowy biznes. Bercik jest zazdrosny o szwagra, któremu nieźle się powodzi. |                           |                |                  |                                |
| 230 | Recydywa                  | Dariusz Goczał | Doman Nowakowski | 2006, premiera TV - 25.03.2006 |
| Bercik dostaje wezwanie na komisariat. Jest pewien, że popełnił jakieś straszne przestępstwo i pójdzie na wiele lat do więzienia. |                           |                |                  |                                |
| 231 | Dar przekonywania         | Dariusz Goczał | Doman Nowakowski | 2006, premiera TV - 08.04.2006 |
| Zbyszek zaczyna sprzedawać polisy ubezpieczeniowe na wypadek nagłej śmierci. |                           |                |                  |                                |
| 232 | Kot w butach              | Dariusz Goczał | Doman Nowakowski | 2006, premiera TV - 22.04.2006 |
| Bercik ogląda w telewizji występ sławnego hipnotyzera. Natychmiast daje się zahipnotyzować. Od tej pory wydaje mu się, że jest kotem. |                           |                |                  |                                |
| 233 | Dolina Krzemowa           | Dariusz Goczał | Doman Nowakowski | 2006, premiera TV - 29.04.2006 |
| Zbyszek poznaje Mr Pazurka, biznesmena z USA. Stara się zorganizować mu spotkanie z kontrahentem z Niemiec. Z braku stosownej osoby w rolę niemieckiego biznesmena wciela się Bercik.                                                                                                |                           |                |                  |                                |
| 234 | Łowca głów                | Dariusz Goczał | Doman Nowakowski | 2006, premiera TV - 06.05.2006 |
| Ernest szuka account managera do swojej wytwórni wód gazowych. Bercik postanawia mu pomóc. |                           |                |                  |                                |
| 235 | Doktor Chart Afgański     | Dariusz Goczał | Doman Nowakowski | 2006, premiera TV - 13.05.2006 |
| Bercik symuluje chorobę, Andzia mu nie wierzy. Wobec tego Bercik postanawia zachorować naprawdę. |                           |                |                  |                                |
| 236 | Hanys Cola                | Dariusz Goczał | Doman Nowakowski | 2006, premiera TV - 20.05.2006 |
| Andzia wyczytuje, że pewien sławny napój powstał przez przypadek: aptekarzowi wpadły do zlewu orzeszki koli. Bercik postanawia wykorzystać ten patent i stworzyć jeszcze lepszy napój.                                                                                               |                           |                |                  |                                |
| 237 | Hanys Airlines            | Dariusz Goczał | Doman Nowakowski | 2006, premiera TV - 27.05.2006 |
| Ernest uruchamia tanie linie lotnicze. |                           |                |                  |                                |
| 238 | Brad Dworniok             | Dariusz Goczał | Doman Nowakowski | 2006, premiera TV - 09.09.2006 |
| Zbyszek poznaje przez Internet piękną bizneswoman. Bercik postanawia również poznać kobietę tą drogą. Niestety, poznaje w sieci samych mężczyzn. |                           |                |                  |                                |
| 239 | Hanys biusthalter project | Dariusz Goczał | Doman Nowakowski | 2006, premiera TV - 16.09.2006 |
| Bercik postanawia zająć się produkcją i sprzedażą biustonoszy. |                           |                |                  |                                |
| 240 | Kosmiczny lęk             | Dariusz Goczał | Doman Nowakowski | 2006, premiera TV - 23.09.2006 |
| W mieszkaniu Dwornioków pojawia się ojciec małego Huberta, który pracuje w Brukseli jako astronom. |                           |                |                  |                                |
| 241 | Jarnołtówek               | Dariusz Goczał | Doman Nowakowski | 2006, premiera TV - 30.09.2006 |
| Bercik, Andzia i Zbyszek przyjeżdżają na weekend do ośrodka wypoczynkowego w Jarnołtówku. |                           |                |                  |                                |
| 242 | Nieszczęścia Ernesta      | Dariusz Goczał | Doman Nowakowski | 2006, premiera TV - 07.10.2006 |
| Ernest oczekuje przyjazdu bogatego inwestora z Niemiec. Bercik wpada na pomysł, jak powitać Niemca, żeby ten poczuł się jak u siebie. |                           |                |                  |                                |
| 243 | Hanys boss                | Dariusz Goczał | Doman Nowakowski | 2006, premiera TV - 21.10.2006 |
| Ernest wyjeżdża do Opola na eliminacje konkursu Miss Polonia. Ośrodek w Jarnołtówku pozostaje pod opieką Vivaldiego. Ten jednak szybko przekazuje stery Bercikowi. |                           |                |                  |                                |
| 244 | Kapitan Ochłap            | Dariusz Goczał | Doman Nowakowski | 2006, premiera TV - 28.10.2006 |
| Bercik i Zbyszek wybierają się do Alojza na „maranistyczną imprezę”. Przypadkowo zamiast do Alojza trafiają do Gdyni. Okrętują się na dalekomorski żaglowiec i płyną na wyspę Bornholm.                                                                                              |                           |                |                  |                                |
| 245 | Piraci                    | Dariusz Goczał | Doman Nowakowski | 2006, premiera TV - 04.11.2006 |
| Bercik i Zbyszek przejmują jacht dalekomorski i wywieszają piracką flagę. Chcą płynąć na wyspę skarbów, ale załoga odzyskuje kontrolę nad jachtem i wyrzuca „piratów” za burtę. |                           |                |                  |                                |
| 246 | The Kurczaks              | Dariusz Goczał | Doman Nowakowski | 2006, premiera TV - 18.11.2006 |
| Bercik chce stworzyć ekskluzywną restaurację. Andzia opowiada mu, że w takich restauracjach są pływające w akwariach ryby. Klient może sobie zamówić konkretną rybę, która jest dla niego łapana, przyrządzana i podawana. Bercik postanawia powtórzyć ten pomysł, ale z kurczakami. |                           |                |                  |                                |
| 247 | Los aptekas               | Dariusz Goczał | Doman Nowakowski | 2006, premiera TV - 02.12.2006 |
| Bercik postanawia otworzyć jaskinię hazardu. |                           |                |                  |                                |
| 248 | Strongman                 | Dariusz Goczał | Doman Nowakowski | 2006, premiera TV - 09.12.2006 |
| Ernest przywozi Andzi lodówkę z komisu. Do wniesienia jej na górę zatrudnia swojego pracownika, Grzegorza, który w wolnych chwilach startuje w zawodach siłowych typu „strongman”.                                                                                                   |                           |                |                  |                                |
| 249 | Dieta cud                 | Dariusz Goczał | Doman Nowakowski | 2006, premiera TV - 16.12.2006 |
| Bercik stwierdza, że od czasów, gdy był w wojsku, przytył aż piętnaście kilo. Postanawia powrócić do dawnej wagi. |                           |                |                  |                                |
| 250 | Goldfish                  | Dariusz Goczał | Doman Nowakowski | 2006, premiera TV - 06.01.2007 |
| Bercikowi śni się złota rybka, która informuje go o czekającym na odkrycie skarbie. |                           |                |                  |                                |
| 251 | Cellulit                  | Dariusz Goczał | Doman Nowakowski | 2006, premiera TV - 13.01.2007 |
| Andzia dostaje próbki różnych kremów. Bercik początkowo podchodzi sceptycznie do kosmetyków. Jednak akwizytor przekonuje go, że dzięki tym specyfikom zachowa wieczną młodość. |                           |                |                  |                                |
| 252 | Bercik sam w domu         | Dariusz Goczał | Doman Nowakowski | 2006, premiera TV - 20.01.2007 |
| Andzia i Zbyszek wyciągają Bercika na działkę do znajomej, do Giszowca. Po drodze okazuje się jednak, że wcale nie jadą do Giszowca, lecz do Sosnowca. Obrażony Bercik zostaje w domu.                                                                                               |                           |                |                  |                                |
| 253 | Molestowanie              | Dariusz Goczał | Doman Nowakowski | 2006, premiera TV - 27.01.2007 |
| Ernest ma problem: najlepszy menedżer z jego firmy został pozwany przez pracownicę do sądu pod zarzutem molestowania i mobbingu. |                           |                |                  |                                |
| 254 | Aktor przodowy            | Dariusz Goczał | Doman Nowakowski | 2006, premiera TV - 03.02.2007 |
| Alojz i jego szynk firmują przedstawienie dla dzieci pt. Królewna Śnieżka. Bercik najpierw zamierza być łowczym, ale za bardzo wczuwa się w rolę. Proponują mu zatem postać Królewny Śnieżki.                                                                                        |                           |                |                  |                                |
| 255 | Feminista                 | Dariusz Goczał | Doman Nowakowski | 2006, premiera TV - 10.02.2007 |
| Bercik i Zbyszek w kobiecym przebraniu wkręcają się na zjazd integracyjny kobiet z Sosnowca. Bercik zaczyna robić furorę jako mistrzyni ceremonii. |                           |                |                  |                                |
| 256 | Ostaniec                  | Dariusz Goczał | Doman Nowakowski | 2006, premiera TV - 17.02.2007 |
| Bercik zostaje menedżerem hotelu „Ostaniec”. Zakochany w psach zaprzęgowych wprowadza je do hotelu i umieszcza w apartamentach. |                           |                |                  |                                |

## Sezon 9
| # | Tytuł                        | Reżyseria      | Scenariusz                          | Rok produkcji                    |
| --- | ---------------------------- | -------------- | ----------------------------------- | -------------------------------- |
| 257 | Koniec świata                | Dariusz Goczał | Doman Nowakowski                    | 2007, premiera TV - 24.02.2007   |
| Bercik dowiaduje się, że według kalendarza Majów w grudniu roku 2012 ma nastąpić koniec świata. |                              |                |                                     |                                  |
| 258 | Hany many                    | Dariusz Goczał | Doman Nowakowski                    | 2007, premiera TV - 03.03.2007   |
| Ernest wchodzi na rynki finansowe. Nie chce zatrudnić Bercika, daje za to pracę Zbyszkowi. Obrażony Bercik postanawia udowodnić, że on też umie handlować walutą.                                                         |                              |                |                                     |                                  |
| 259 | Heavy metal krupniok         | Dariusz Goczał | Doman Nowakowski                    | 2007, premiera TV - 10.03.2007   |
| Alojz organizuje konkurs kulinarny na najsmaczniejszą śląską potrawę. Bercik dowiaduje się, że Ewald pracował w Paryżu jako kucharz. Prosi go o wskazówki.                                                                |                              |                |                                     |                                  |
| 260 | Twarz roku                   | Dariusz Goczał | Doman Nowakowski                    | 2007, premiera TV - 17.03.2007   |
| Ernest organizuje konkurs „Śląska Twarz Roku”. Bercik bardzo chce wziąć w nim udział. Wierzy, że zwycięstwo w konkursie otworzy mu drzwi do wielkiej kariery.                                                             |                              |                |                                     |                                  |
| 261 | Krawaciorz przodowy          | Dariusz Goczał | Doman Nowakowski                    | 2007, premiera TV - 24.03.2007   |
| Ernest inwestuje w szynk „U Alojza”. Przerabia go na nowoczesny bar karaoke dla młodej, śląskiej klasy średniej. |                              |                |                                     |                                  |
| 262 | Bercia Dworniok              | Dariusz Goczał | Doman Nowakowski                    | 2007, premiera TV - 31.03.2007   |
| Bercik postanawia zostać zaklinaczem deszczu. Całymi godzinami wali w bęben. Andzia ma tego dosyć. Żeby uświadomić Bercikowi, jak bardzo jest uciążliwy, zaczyna się zachowywać dokładnie tak samo jak on.                |                              |                |                                     |                                  |
| 263 | Propaganda sukcesu           | Dariusz Goczał | Doman Nowakowski                    | 2007, premiera TV - 14.04.2007   |
| Ernest postanawia zostać radnym. Na wiecu przedwyborczym sobie przypisuje sukces, jakim jest napływ unijnych pieniędzy. Zachwycony tą propagandą Bercik postanawia go zastąpić. Zamierza sam kandydować na radnego.       |                              |                |                                     |                                  |
| 264 | Hanys dance                  | Dariusz Goczał | Doman Nowakowski                    | 2007, premiera TV - 21.04.2007   |
| Ernest organizuje transmitowany przez telewizję koncert. Z powodu Bercika trafia jednak do zakładu dla psychicznie chorych.                                                                                               |                              |                |                                     |                                  |
| 265 | Hanys team                   | Dariusz Goczał | Doman Nowakowski                    | 2007, premiera TV - 28.04.2007   |
| Bercik postanawia udowodnić Zbyszkowi, że hanysy są lepsi w sporcie od goroli. |                              |                |                                     |                                  |
| 266 | Magia liczb                  | Dariusz Goczał | Doman Nowakowski                    | 2007, premiera TV - 05.05.2007   |
| Bercik pali przed przeczytaniem kopertę, w której bank przysłał mu PIN - kod do karty bankomatowej. |                              |                |                                     |                                  |
| 267 | Lek o przedłużonym działaniu | Dariusz Goczał | Doman Nowakowski                    | 2007, premiera TV - 12.05.2007   |
| Po opuszczeniu szpitala dla nerwowo chorych Ernest traci chęć do prowadzenia biznesu. Andzia, Zbyszek i Bercik postanawiają przeprowadzić w jego imieniu transakcję sprzedaży stu ton chińskich majtek.                   |                              |                |                                     |                                  |
| 268 | Sprzedawca bombek            | Dariusz Goczał | Doman Nowakowski                    | 2007, premiera TV - 19.05.2007   |
| Gerard namawia Bercika, żeby ten zajął się handlem bombkami. |                              |                |                                     |                                  |
| 269 | Eko Bercik                   | Dariusz Goczał | Doman Nowakowski                    | 2007, premiera TV - 26.05.2007   |
| Gerard po biesiadzie z młodym ekologiem zarzuca Bercika ekologicznymi hasłami. Pod ich wpływem Bercik postanawia ratować Ziemię.                                                                                          |                              |                |                                     |                                  |
| 270 | Rower górski                 | Dariusz Goczał | Doman Nowakowski                    | 2007, premiera TV - 09.06.2007   |
| Andzia chce sobie sprawić rower górski. W tym celu odbywa wiele rozmów telefonicznych. Bercik obawia się, że wcale nie chodzi o żaden rower.                                                                              |                              |                |                                     |                                  |
| 271 | Hanys parnas                 | Dariusz Goczał | Doman Nowakowski                    | 2007, premiera TV - 16.06.2007   |
| Gerard wciąga Bercika w „łańcuszek szczęścia”. Bercik traci bezpowrotnie 200 zł. Aby je odzyskać, startuje w konkursie poetyckim, w którym nagroda dla zwycięzcy wynosi 300 zł.                                           |                              |                |                                     |                                  |
| 272 | Robin Hood                   | Dariusz Goczał | Doman Nowakowski                    | 2007, premiera TV - 23.06.2007   |
| Z przeczytanego przez Bercika artykułu wynika, że polscy listonosze są mało wydajni. Bercik postanawia usprawnić pracę poczty.                                                                                            |                              |                |                                     |                                  |
| 273 | Energio-oszczędny            | Dariusz Goczał | Doman Nowakowski                    | 2007, premiera TV - 15.09.2007   |
| Bercik dostaje książkę o oszczędzaniu energii. Postanawia stworzyć szereg ulepszeń, takich, jak na przykład pralka napędzana biogazem z krowich placków.                                                                  |                              |                |                                     |                                  |
| 274 | Hostel                       | Dariusz Goczał | Doman Nowakowski                    | 2007, premiera TV - 22.09.2007   |
| Bercik postanawia otworzyć w mieszkaniu hostel dla młodych turystów. |                              |                |                                     |                                  |
| 275 | Euro-partyzant               | Dariusz Goczał | Doman Nowakowski                    | 2007, premiera TV - 29.09.2007   |
| Zbyszek namawia Andzię, żeby ta zaczęła oprowadzać niemieckie wycieczki szlakiem powstań śląskich. |                              |                |                                     |                                  |
| 276 | Transfer                     | Dariusz Goczał | Doman Nowakowski                    | 2007, premiera TV - 06.10.2007   |
| Zbyszek zabiera ze sobą z Warszawy na weekend swojego kuzyna Pietucha. Okazuje się, że chłopak jest utalentowanym trampkarzem. Z kolei Bercik właśnie naczytał się w gazecie, ile można zarobić na piłkarskim transferze. |                              |                |                                     |                                  |
| 277 | Kryminał tango               | Dariusz Goczał | Doman Nowakowski                    | 2007, premiera TV - 13.10.2007   |
| Andzia zaczytuje się w powieściach kryminalnych, wskutek czego Bercik zaczyna nabierać podejrzeń, że jego żona planuje zbrodnię.                                                                                          |                              |                |                                     |                                  |
| 278 | Kometa hanysa                | Dariusz Goczał | Doman Nowakowski                    | 2007, premiera TV - 20.10.2007   |
| Bercik dowiaduje się, że dawno temu żył angielski astronom Halley, którego imieniem nazwano kometę. Postanawia odkryć własną kometę i nazwać ją „Kometą Hanysa”.                                                          |                              |                |                                     |                                  |
| 279 | Nowy listonosz               | Dariusz Goczał | Doman Nowakowski                    | 2007, premiera TV - 27.10.2007   |
| Listonosz Johnny zostaje wyrzucony z poczty za „nadmierną agresywność wobec lokatorów”. Bercik bardzo przeżywa jego brak.                                                                                                 |                              |                |                                     |                                  |
| 280 | Czipendejsiok                | Dariusz Goczał | Doman Nowakowski                    | 2007, premiera TV - 03.11.2007   |
| Bercik chce na nowo stać się dla Andzi obiektem pożądania. W tym celu rozpoczyna karierę czipendejlsa. |                              |                |                                     |                                  |
| 281 | Szynk u Bercika              | Dariusz Goczał | Doman Nowakowski                    | 2007, premiera TV - 17.11.2007   |
| Po kłótni z Alojzem Bercik postanawia otworzyć u siebie w mieszkaniu szynk „U Bercika”. |                              |                |                                     |                                  |
| 282 | Mega full wypas              | Dariusz Goczał | Doman Nowakowski                    | 2007, premiera TV - 24.11.2007   |
| Ernest pośredniczy w negocjacjach między polskim, a amerykańskim biznesmenem. Okazuje się, że Amerykanin nie pojawia się przy negocjacyjnym stole. Bercik postanawia go zastąpić.                                         |                              |                |                                     |                                  |
| 283 | Aglomerator                  | Dariusz Goczał | Doman Nowakowski                    | 2007, premiera TV - 01.12.2007   |
| Ernest bierze udział w wielkim programie tworzenia śląskiej aglomeracji z szesnastu śląskich miast. |                              |                |                                     |                                  |
| 284 | Hołda                        | Dariusz Goczał | Doman Nowakowski                    | 2007, premiera w TV - 08.12.2007 |
| Bercik dowiaduje się, że na wyspie Santorini jest wulkan, który wygląda tak samo jak śląska hałda, a za zwiedzanie go trzeba płacić 10 euro. Postanawia więc pokazywać turystom śląskie hałdy za pieniądze.               |                              |                |                                     |                                  |
| 285 | Konsument doskonały          | Dariusz Goczał | Doman Nowakowski                    | 2007, premiera w TV - 15.12.2007 |
| Andzia zamawia pas do odchudzania. Dostarczając paczkę, listonosz Johnny przynosi garść ulotek z różnymi ofertami. Bercika ogarnia gorączka ulotkowych promocji.                                                          |                              |                |                                     |                                  |
| 286 | Dwadzieścia lat              | Dariusz Goczał | Doman Nowakowski                    | 2007, premiera w TV - 22.12.2007 |
| Bercik i Andzia obchodzą dwudziestą rocznicę ślubu. Z tej okazji Bercik postanawia zrobić Andzi niespodziankę. |                              |                |                                     |                                  |
| 287 | Piękno w czystej postaci     | Dariusz Goczał | Doman Nowakowski, Adrian Nowakowski | 2007, premiera w TV - 08.03.2008 |
| Zbyszek poznaje w pociągu reżysera. Postanawia natychmiast zaprosić go do Bercika, który marzy o karierze aktorskiej. |                              |                |                                     |                                  |
| 288 | Filozof                      | Dariusz Goczał | Doman Nowakowski, Adrian Nowakowski | 2007, premiera w TV - 15.03.2008 |
| U Alojza odbywa się wykład filozoficzny. Nikt nie słucha wykładowcy oprócz Bercika, który nagle - pod wpływem wykładu - nabiera filozoficznego stosunku do rzeczywistości                                                 |                              |                |                                     |                                  |
| 289 | Bercik z Bullerbyn           | Dariusz Goczał | Doman Nowakowski, Adrian Nowakowski | 2007, premiera w TV - 29.03.2008 |
| Zbyszek w ramach akcji „Cała Polska czyta dzieciom” bierze się za handel książkami dla dzieci. Bercik zaczyna czytać jedną z nich.                                                                                        |                              |                |                                     |                                  |
| 290 | Hipnotyzer                   | Dariusz Goczał | Doman Nowakowski, Adrian Nowakowski | 2007, premiera w TV - 5.04.2008  |
| Zbyszek opowiada o poznanym w pociągu hipnotyzerze. Bezskutecznie usiłuje zahipnotyzować Bercika. Natomiast Bercik okazuje się mistrzem w tej dziedzinie - bez problemu hipnotyzuje Zbyszka.                              |                              |                |                                     |                                  |

## Sezon 10
| # | Tytuł                         | Reżyseria      | Scenariusz                          | Rok produkcji                    |
| --- | ----------------------------- | -------------- | ----------------------------------- | -------------------------------- |
| 291 | Duch                          | Dariusz Goczał | Doman Nowakowski, Adrian Nowakowski | 2008, premiera w TV - 12.04.2008 |
| Andzia i Zbyszek proponują Bercikowi seans spirytystyczny. Początkowo Bercik nie chce się zgodzić, ale w końcu osobiście wywołuje ducha Hitlera. |                               |                |                                     |                                  |
| 292 | Wehikuł czasu                 | Dariusz Goczał | Doman Nowakowski, Adrian Nowakowski | 2008, premiera w TV - 19.04.2008 |
| Bercik marzy o wehikule czasu - urządzeniu, dzięki któremu mógłby przenosić się zarówno w przeszłość, jak i w przyszłość, żeby wygrać w totka. |                               |                |                                     |                                  |
| 293 | Van Bercik                    | Dariusz Goczał | Doman Nowakowski, Adrian Nowakowski | 2008, premiera w TV - 26.04.2008 |
| Bercik porażony prądem staje się malarzem. |                               |                |                                     |                                  |
| 294 | Konkurs tańca                 | Dariusz Goczał | Doman Nowakowski, Adrian Nowakowski | 2008, premiera w TV - 3.05.2008  |
| Alojz organizuje konkurs tańca. Bercik postanawia wziąć w nim udział |                               |                |                                     |                                  |
| 295 | Al Bercini                    | Dariusz Goczał | Doman Nowakowski, Adrian Nowakowski | 2008, premiera w TV – 10.05.2008 |
| Bercik oddaje się na pustych trybunach stadionu GKS-u Katowice marzeniom, gdyż za niedługo GKS ma zostać sprzedany. |                               |                |                                     |                                  |
| 296 | Browar Bercika                | Dariusz Goczał | Doman Nowakowski, Adrian Nowakowski | 2008, premiera w TV - 17.05.2008 |
| Ernest wyjechał do Tybetu. Pozbył się majątku, a jedną z nieruchomości - browar - przepisał nie wiadomo komu. Bercik jest pewien, że właśnie na niego. |                               |                |                                     |                                  |
| 297 | Wesołe miasteczko             | Dariusz Goczał | Doman Nowakowski, Adrian Nowakowski | 2008, premiera w TV - 7.06.2008  |
| Andzia samotnie wybiera się do wesołego miasteczka. Bercik podejrzewa ją o romans. Razem ze Zbyszkiem postanawia śledzić żonę. |                               |                |                                     |                                  |
| 298 | Jesień średniowiecza          | Dariusz Goczał | Doman Nowakowski, Adrian Nowakowski | 2008, premiera w TV - 14.06.2008 |
| Za sprawą tajemniczego listu Andzia, Bercik i Zbyszek wyjeżdżają do Kiermus. Znajdują zakwaterowanie w miejscowym zamku. |                               |                |                                     |                                  |
| 299 | Żyd Alojz                     | Dariusz Goczał | Doman Nowakowski, Adrian Nowakowski | 2008, premiera w TV - 21.06.2008 |
| Żydowski właściciel majątku wraca po latach do Kiermus. Bercik postanawia sprawić, żeby poczuł się „jak u siebie”. Wobec tego on, Zbyszek, Kipuś i Alojz przebierają się za ortodoksyjnych Żydów.                                                          |                               |                |                                     |                                  |
| 300 | 300 kroków na północ od żubra | Dariusz Goczał | Doman Nowakowski, Adrian Nowakowski | 2008, premiera w TV - 6.09.2008  |
| Właściciel majątku Kiermusy zleca Bercikowi i Zbyszkowi odszukanie ukrytego skarbu. Po wielu perypetiach Bercikowi udaje się odnaleźć rzeczony skarb. |                               |                |                                     |                                  |
| 301 | Kopalnia                      | Dariusz Goczał | Doman Nowakowski, Adrian Nowakowski | 2008, premiera w TV - 13.09.2008 |
| Do Andzi przyjeżdża jej matka. Andzia zaprasza ją do kopalni, w której kiedyś pracował mąż matki, czyli ojciec Andzi. |                               |                |                                     |                                  |
| 302 | Diler                         | Dariusz Goczał | Doman Nowakowski, Adrian Nowakowski | 2008, premiera w TV - 20.09.2008 |
| Karlikowa prosi Bercika, by narwał jej koniczyny dla królika, którego hoduje na działce. Bercik wychodzi po koniczynę i wplątuje się w akcję policji przeciwko handlarzom narkotyków.                                                                      |                               |                |                                     |                                  |
| 303 | Kapuściany Bercik             | Dariusz Goczał | Doman Nowakowski, Adrian Nowakowski | 2008, premiera w TV - 27.09.2008 |
| Bercik rozbija Andzi kwiatek. Andzia strofuje go za to, że nie dba o rośliny. W nocy Bercik ma sen: śni mu się, że jest kapustą. Od tego czasu postanawia patrzeć na świat z kapuścianej perspektywy.                                                      |                               |                |                                     |                                  |
| 304 | Fotoodmładzanie               | Dariusz Goczał | Doman Nowakowski, Adrian Nowakowski | 2008, premiera w TV - 4.10.2008  |
| Johnny zostawia u Alojza folder z cennikiem usług studia urody typu spa. Kipuś postanawia sprzedać ten folder Bercikowi. Bercika interesuje zwłaszcza zabieg zwany fotoodmładzaniem.                                                                       |                               |                |                                     |                                  |
| 305 | ZOO                           | Dariusz Goczał | Doman Nowakowski, Adrian Nowakowski | 2008, premiera w TV - 11.10.2008 |
| Bercik zrywa dla Andzi kwiaty z miejskiego klombu. Za karę musi przez trzy dni społecznie pracować w ZOO. |                               |                |                                     |                                  |
| 306 | Sprzątacz przodowy            | Dariusz Goczał | Doman Nowakowski, Adrian Nowakowski | 2008, premiera w TV - 18.10.2008 |
| Bercik wpada na pomysł założenia firmy, w ramach której chce sprzątać ludziom mieszkania. |                               |                |                                     |                                  |
| 307 | Talent                        | Dariusz Goczał | Doman Nowakowski, Adrian Nowakowski | 2008, premiera w TV - 25.10.2008 |
| Johnny ogłasza konkurs piosenki autorskiej. Bercik postanawia skomponować stosowny utwór oraz napisać do niego słowa. |                               |                |                                     |                                  |
| 308 | Żywy trup                     | Dariusz Goczał | Doman Nowakowski, Adrian Nowakowski | 2008, premiera w TV - 8.11.2008  |
| Zbyszek funduje Andzi i Bercikowi kino. Idą na film z gatunku horrorów. Bercik po powrocie z kina zaczyna się bać „żywych trupów”. |                               |                |                                     |                                  |
| 309 | Studenci                      | Dariusz Goczał | Doman Nowakowski, Adrian Nowakowski | 2008, premiera w TV - 15.11.2008 |
| Dworniokowie nie mają pieniędzy. Postanawiają wynająć jeden pokój studentowi. |                               |                |                                     |                                  |
| 310 | Prawo Huberta Dwornioka       | Dariusz Goczał | Doman Nowakowski, Adrian Nowakowski | 2008, premiera w TV - 22.11.2008 |
| Bercik dowiaduje się o istnieniu prawa Archimedesa, które liczy już sobie wiele setek lat. Postanawia je podważyć i stworzyć inne, nowocześniejsze prawo fizyki.                                                                                           |                               |                |                                     |                                  |
| 311 | Teatroman                     | Dariusz Goczał | Doman Nowakowski, Adrian Nowakowski | 2008, premiera w TV - 29.11.2008 |
| Johnny przynosi Dworniokom i Zbyszkowi trzy zaproszenia do teatru. Bercik początkowo bardzo nie chce iść, ale w końcu daje się przekonać. |                               |                |                                     |                                  |
| 312 | Wioska Katowice               | Dariusz Goczał | Doman Nowakowski, Adrian Nowakowski | 2008, premiera w TV - 6.12.2008  |
| Bercikowi śni się, że wraz ze Zbyszkiem przeniósł się w czasie do roku 1864, kiedy to Katowice były jeszcze wioską |                               |                |                                     |                                  |
| 313 | Skansen                       | Dariusz Goczał | Doman Nowakowski, Adrian Nowakowski | 2008, premiera w TV - 13.12.2008 |
| Bercik postanawia pomóc Johnny’emu w prowadzeniu skansenu śląskiego. W tym celu przypomina sobie własny sen i odpowiednio ustawia Andzię, Gerarda, Alojza i Kipusia.                                                                                       |                               |                |                                     |                                  |
| 314 | Elegant                       | Dariusz Goczał | Doman Nowakowski, Adrian Nowakowski | 2008, premiera w TV - 20.12.2008 |
| Andzia zarzuca Bercikowi, że jest niekulturalny. Bercik dostaje od Johnny’ego podręcznik zasad savoir vivre’u i nagle staje się bardziej elegancki. |                               |                |                                     |                                  |
| 315 | Bekłoszer                     | Dariusz Goczał | Doman Nowakowski, Adrian Nowakowski | 2008, premiera w TV - 27.12.2008 |
| Bercik zastanawia się, czy jest coś takiego, co lubi i na czym mógłby zarobić pieniądze. |                               |                |                                     |                                  |
| 316 | Rekin przodowy                | Dariusz Goczał | Doman Nowakowski, Adrian Nowakowski | 2008, premiera w TV - 14.03.2009 |
| Bercik postanawia zostać inwestorem giełdowym. Kupuje jedną akcję za 1 złotych. Następnego dnia kurs jego akcji wzrasta o całe dziesięć procent. |                               |                |                                     |                                  |
| 317 | Pestki z dyni                 | Dariusz Goczał | Doman Nowakowski, Adrian Nowakowski | 2008, premiera w TV - 21.03.2009 |
| Andzia znajduje Bercikowi pracę u Johnny’ego - łuskanie pestek z dyni. |                               |                |                                     |                                  |
| 318 | Śląskie cudo                  | Dariusz Goczał | Doman Nowakowski, Adrian Nowakowski | 2008, premiera w TV - 28.03.2009 |
| Bercik wyzywa Zbyszka na pojedynek. Chce aby sprzedał mu połowę towaru, którym miał handlować na bazarze i przekonać się, kto więcej sprzeda. |                               |                |                                     |                                  |
| 319 | Rybożerca                     | Dariusz Goczał | Doman Nowakowski, Adrian Nowakowski | 2008, premiera w TV - 4.04.2009  |
| Andzia robi Bercikowi niemiłą niespodziankę. Zamiast tradycyjnego krupnioka podaje na obiad rybę. |                               |                |                                     |                                  |
| 320 | Prawda ekranu                 | Dariusz Goczał | Doman Nowakowski, Adrian Nowakowski | 2009, premiera w TV - 18.04.2009 |
| Alojza odwiedza reżyser, który ma pomysł na film dokumentalny o Górnym Śląsku. Bercik postanawia sam zrobić ten film, bez pomocy fachowców. Zamiast nich angażuje Zbyszka, Kipusia i Alojza.                                                               |                               |                |                                     |                                  |
| 321 | Mamut                         | Dariusz Goczał | Doman Nowakowski, Adrian Nowakowski | 2009, premiera w TV - 25.04.2009 |
| Andzia ma urodziny. Bercik nie wie, jaki prezent jej kupić. Zbyszek opowiada mu, że pewien amerykański naukowiec na urodziny swojej żony postanowił sklonować mamuta. Bercik uznaje, że jest to niezły pomysł.                                             |                               |                |                                     |                                  |
| 322 | Murzyn                        | Dariusz Goczał | Doman Nowakowski, Adrian Nowakowski | 2009, premiera w TV - 9.05.2009  |
| Zbyszek jest przekonany, że ściga go policja. Jego tropem podąża tajemniczy młodzieniec z aparatem fotograficznym. Bercik próbuje ukrywać Zbyszka, ale ten w końcu nie wytrzymuje napięcia i sam idzie na policję. Młodzieniec mimo to wreszcie go dopada. |                               |                |                                     |                                  |